# Музей Монсеррат
Музей Монсеррат (исп. Museo de Montserrat; кат. Museu de Montserrat) — музей произведений искусства и археологических артефактов в аббатстве Монсеррат в 50 км к северо-западу от Барселоны, Испания.
Музей располагает коллекциями, которые с 1996 года собраны в едином, специально отведённом для выставок помещении. Большая часть экспонатов передана из частных коллекций и собрана монахами монастыря.
Традицию собирательства зародил аббат Бонавентура Убак, который привёз в монастырь из путешествий по Ближнему Востоку археологические, этнологические и зоологические артефакты.
В настоящее время музей хранит и выставляет на обозрение собрание более 1300 предметов, отражающих тысячелетнюю историю монастыря, а также коллекции археологии библейского Ближнего Востока, иконографии Девы Марии, ювелирных изделий, живописи и скульптуры, уникальную коллекцию православных икон. Постоянно открыты две выставки, содержание которых меняется в среднем каждые пять месяцев.

## Здание и местоположение

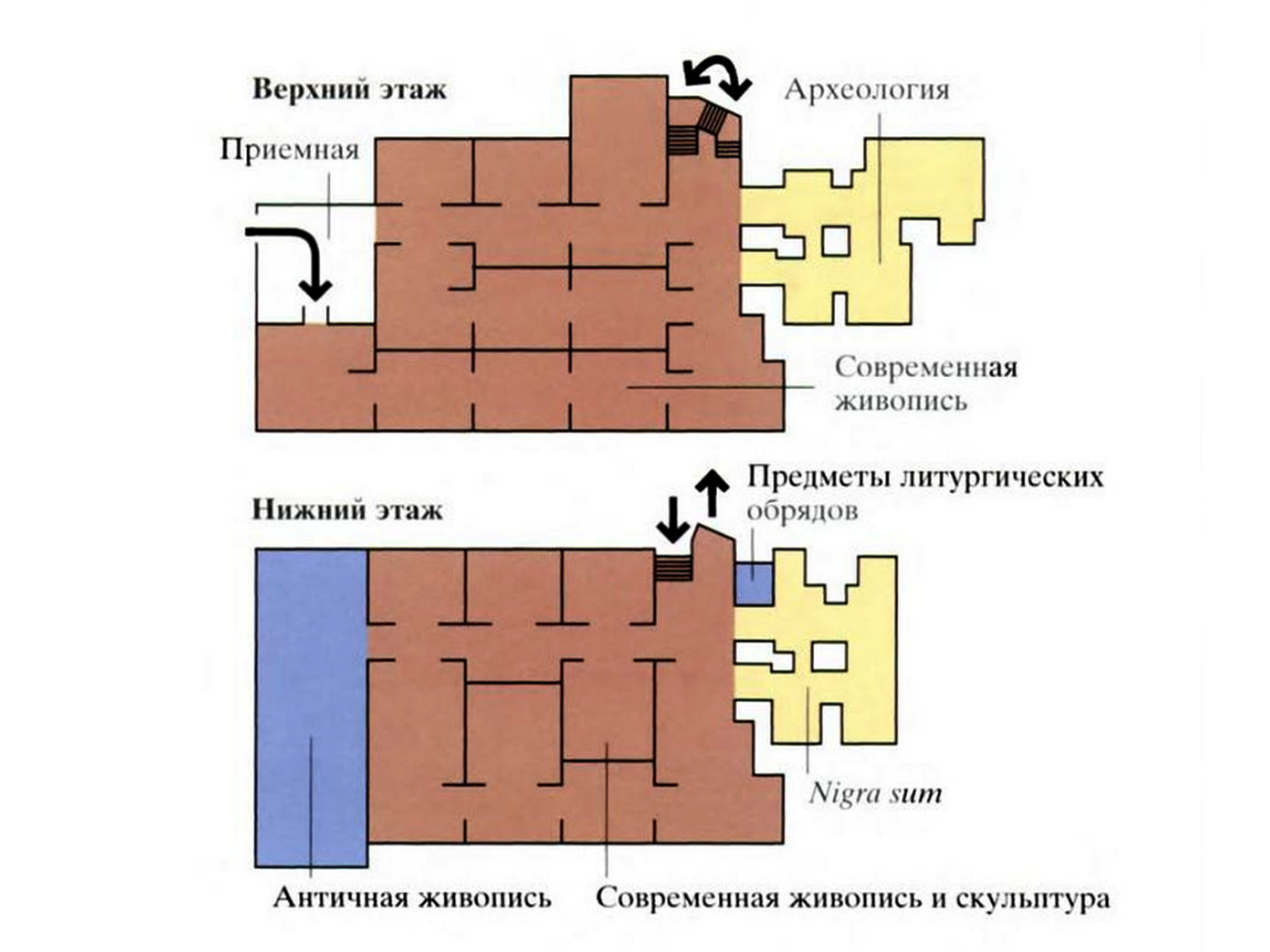
План помещений музея

Музей находится на территории аббатства Монтсеррат (анг: [mɒntsəˈræt]; исп: [monseˈrat]; дрг: [mɒnz səˈrætəs]) за стеклянным фасадом небольшого строения, расположенного между отелем для паломников «Аббат Сиснерос» и площадью Святой Девы Марии.
Здание построено в 1930 году по проекту архитектора Жузепа Пуч и Кадафалка (1867—1956). По первоначальному замыслу в нём предполагали разместить ресторан.
Первое, что видит посетитель, это большой зал с магазином и билетной кассой. Верхний этаж музея держат стальные параболические арки, которые опираются на скалу и на фасад, нивелируя скат площадей. Лёгкость форм постройки достигается своеобразным соотношением верхнего и нижнего этажей.
Широкая лестница ведёт вниз. Нижний этаж крепится к верхнему с помощью стальных арок, что освобождает коридоры и залы от архитектурных барьеров. Подземные помещения музея занимает пространство под тремя монастырскими площадями, созданными в рамках архитектурных и градостроительных реформ Монтсеррат между 1929 и 1933 годами. Подвальное помещение фундамента колокольни было также переоборудовано и использовано под выставочный зал.

## История музея

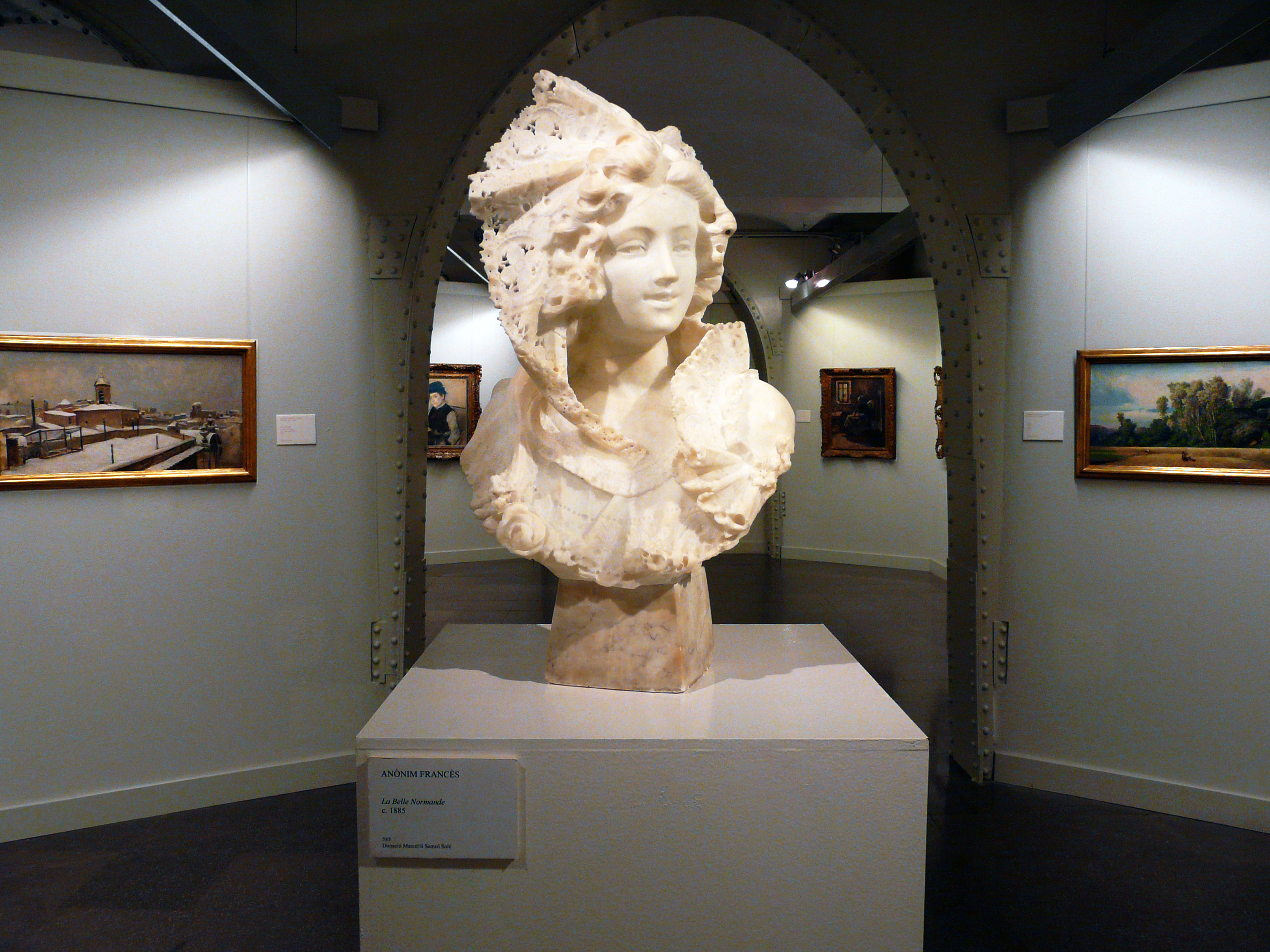
Выставочный зал

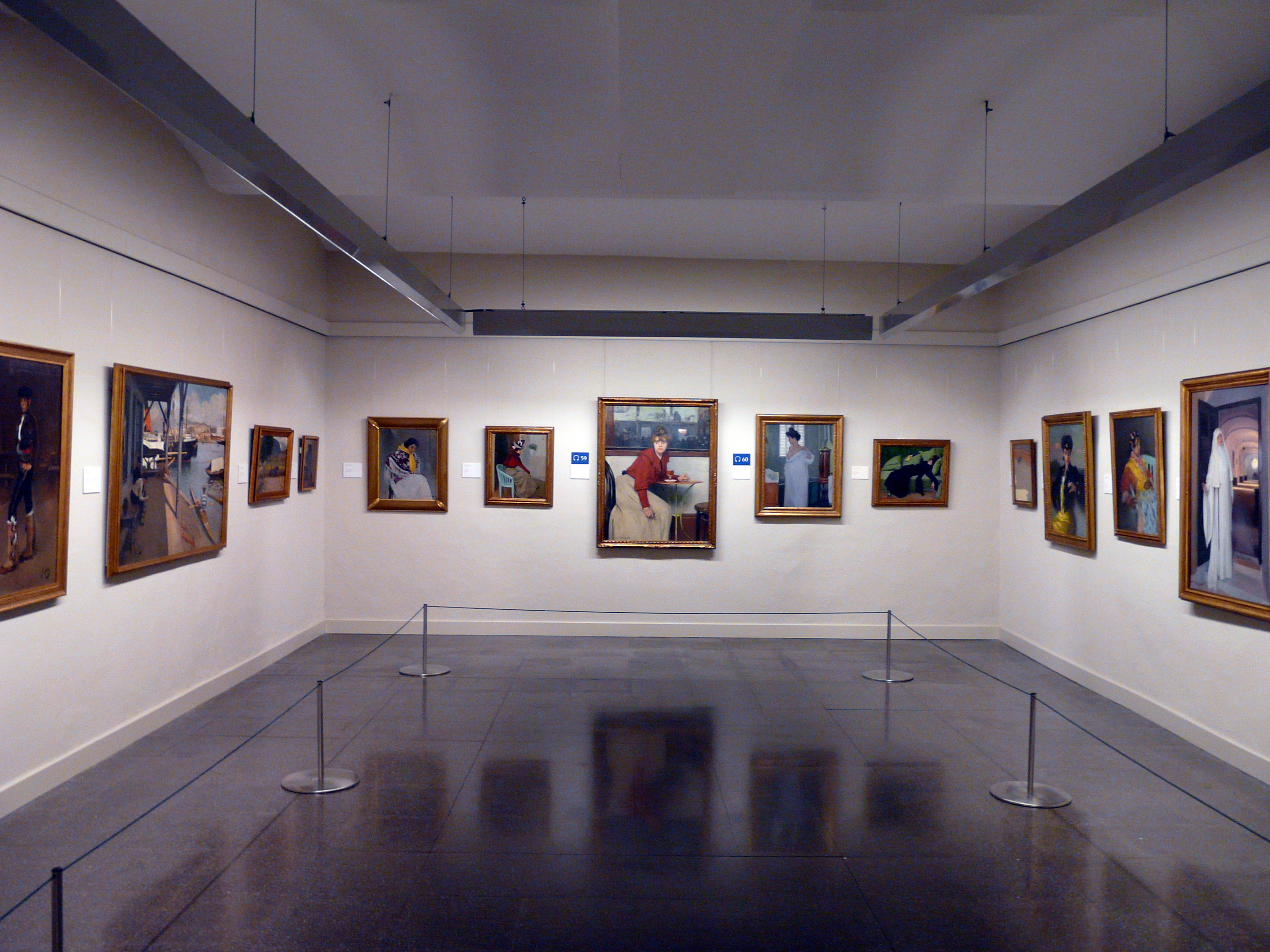
Выставочный зал

В 1811 году войска Наполеона разрушили и сожгли монастырь, Монсеррат потерял большую часть своего наследия, однако уже в 1844 году обитель была восстановлена и удалось сформировать ценные коллекции. Всё, чем в наше время располагает музей, поступило из новых приобретений и частных пожертвований.
В 1911 году был открыт музей Библии, включающий археологические, этнологические, зоологические и ботанические коллекции, собранные каталонским священником Бонавентурой Убак и Медир (кат. Bonaventura Ubach i Medir) (1879—1960) в Багдаде, Иерусалиме, Бейруте и Каите для иллюстрирования Святого Писания. Он же собрал предметы, рассказывающие о флоре и фауне, зоологии и этнографии Библейского мира.
В 1927 году фонды музея Библии существенно расширились, и три больших тематических галереи по Палестине, Месопотамии и Египту заняли выставочное пространство площадью более двух тысяч квадратных метров.
Во время гражданской войны (1936—1939) и последовавших за ней требований правительства Ф. Франко к аббатству о выдачи материальных ценностей, музей был вынужденно закрыт. Значительная часть коллекции глиняных дощечек и цилиндрических печатей Древней Месопотамии была передана в Лувр для сохранения и исследования. Экспонаты находились в Парижском музее до 1947 года, когда они были возвращены Монсеррату.
В начале 1960-х годов изменилась концепция аббатства Монтсеррат: тогда было решено выставить на всеобщее обозрение не только библейские коллекции, но и принадлежащие монастырю скульптуры и картины. Для демонстрации этих произведений искусства пришлось сделать новые больше помещения.
В 1962 году экспонаты археологической секции прежнего Музея Библии были соединены с другими коллекциями в качестве основы нового Музея Монсеррата, и были перемещены в новое здание.
В 2005 году, спустя почти 100 лет после торжественного открытия Библейского музея, состоялось его возрождение в новых залах музея Монсеррат.

## Археологическая коллекция

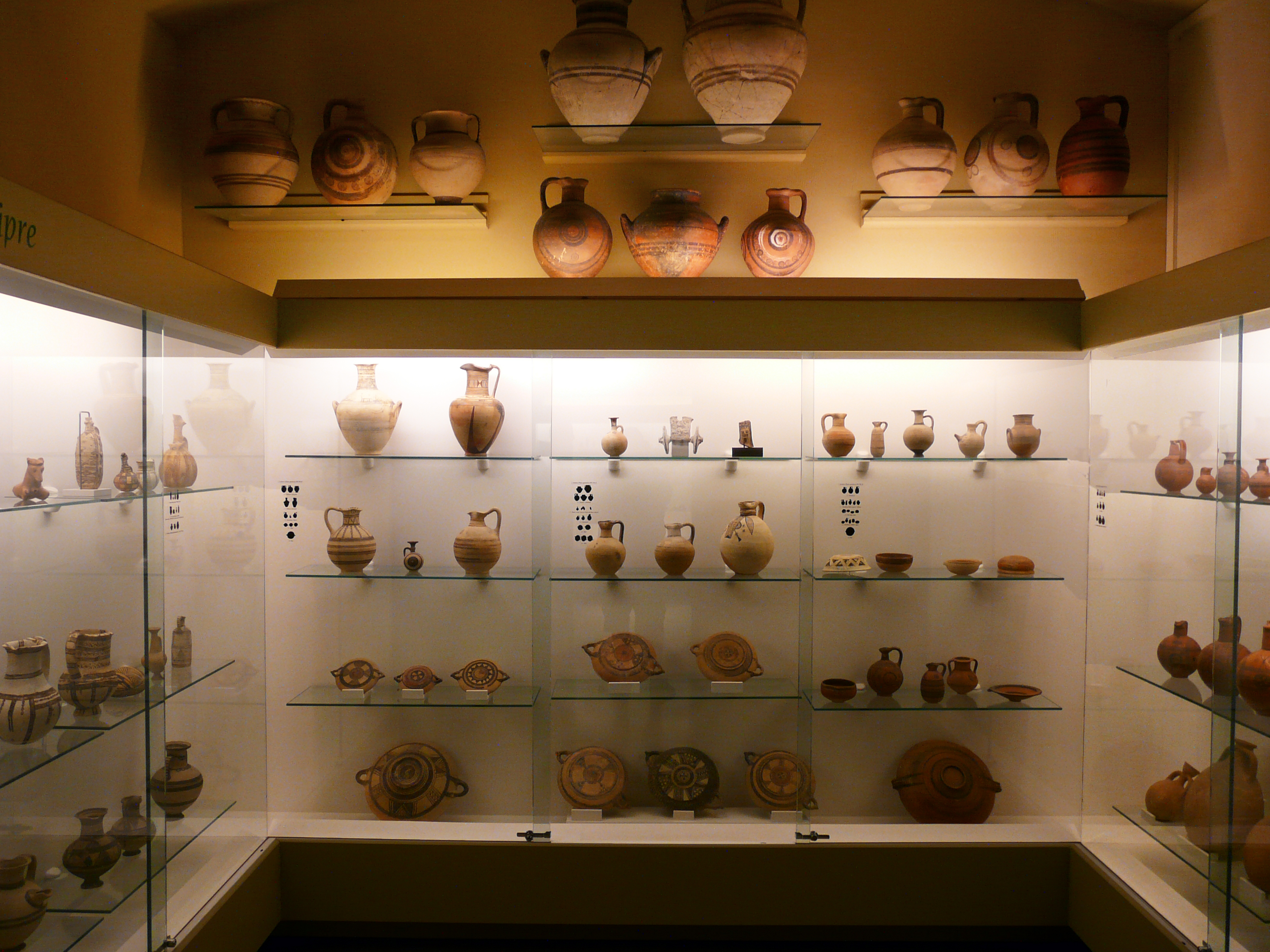
Посуда

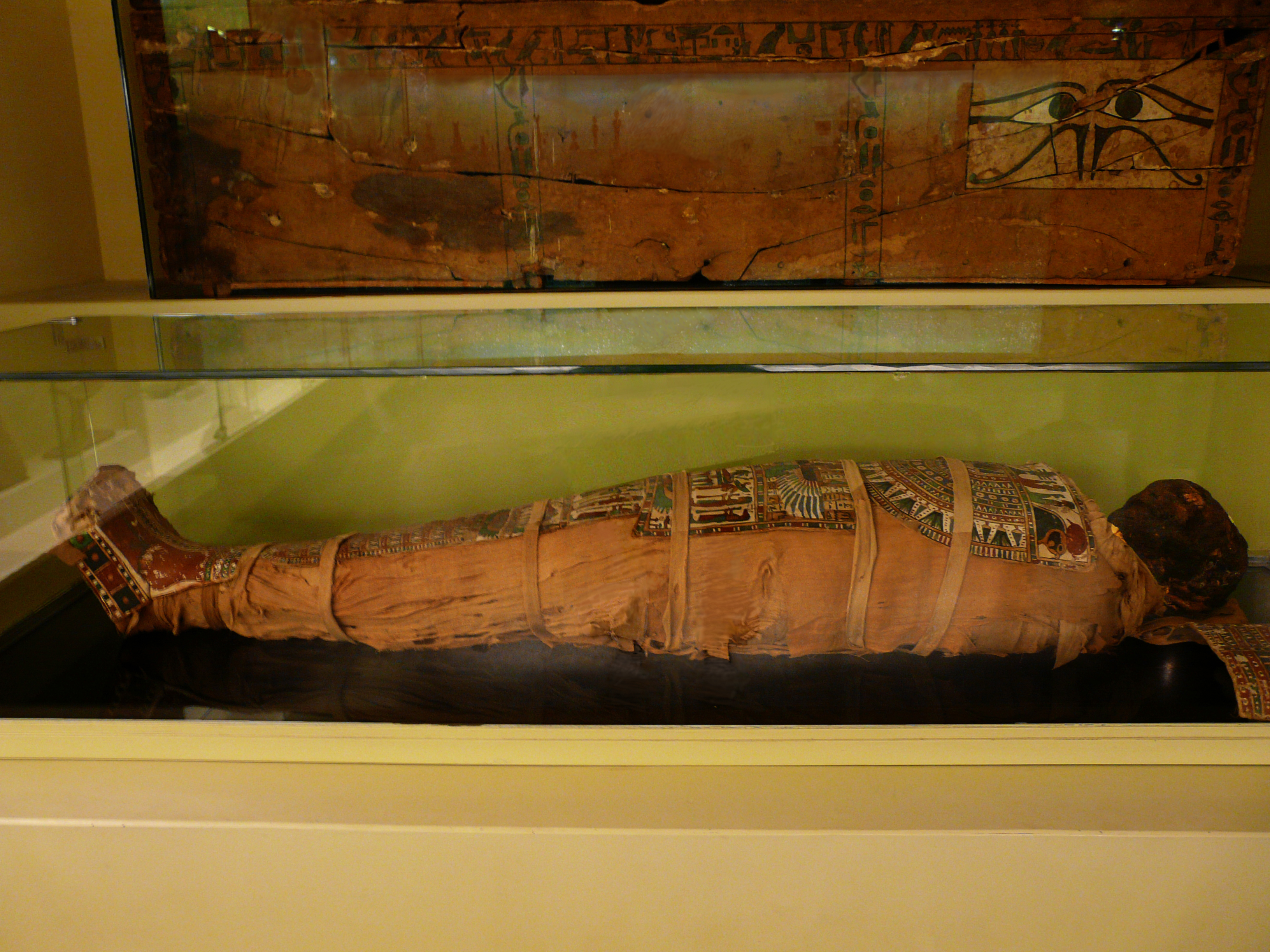
Мумия 25-летней женщины

Материалы, выставленные в археологической части музея, поступили большей частью из старого Библейского Музея. В конце XX в. коллекция была расширена благодаря пожертвованиям архитектора Хавьера Бускетс (кат. Xavier Busquets) (1990) и Мадридского сберегательного Фонда (2003).
Коллекция включает экземпляры из Месопотамии, Египта, Кипра, Италия и эллинского мира, поздней Римской империи и христианской культуры.
С культурой Месопотамии знакомит собрание клинописных табличек с образцами на шумерском, аккадском, эламском, хеттском и ханаанском языках (3000-200 до н. э.), а также цилиндрические печати с гравировкой, которыми удостоверяли подлинность того или иного документа. Демонстрируются шумерские, вавилонские, ассирийские и неовавилонские штампы из твёрдых полудрагоценных камней 3400-600 до н. э. Разнообразно и широко экспонируются предметы для измерения веса, форма которых говорит о времени их изготовления: грушевидная форма соответствует третьему тысячелетию до н. э., груз в форме финика датируется 3000-2600 до н. э., а форма утки — 2600 до н. э. Выставленная в музее кудурра принадлежала династии касситов, захватившей вавилонские земли около 1500 до н. э., отмечала границы земельных владений. На её лицевой стороне имеется рельефное изображение двух храмов, четвероного животного, знаки различный созвездий. На обратной стороне меты храм, над ним дерево и солнце, внизу остатки надписи. Среди других экспонатов видны статуэтки ассирийско-вавилонских божеств.
Египетская коллекция представлена более чем 300 образцами, которые иллюстрируют различные аспекты повседневной жизни Древнего Царства. Погребальный материал представляет обычаи, культуру и религию времен фараонов. Самый древний экспонат — египетский саркофаг XXII века до н. э. На крышке саркофага изображён портрет покойного с большим париком и ритуальной бородой, большой усех с головами сокола; Бог неба, царственности и солнца, покровитель фараонов Гор с солнечным диском и четырьмя сыновьями; богиня неба Нут с распростёртыми крыльями; божество с головой шакала Анубисa; погребальная кровать с изображениями богинь Исиды и Нефтиды; крылатое солнце между двумя уриями (священными змеями). Ритуальные сосуды — Канопы — (Поздний Период, 1085—341 до н. э.) содержат внутренние органы умершего.
Мумия с маской и саркофаг 25-летней женщины датируется Поздним периодом (664—343 до н. э.).
Греческая и латинская культура представлена аттическими чёрнофигурными амфорами (520 до н. э.), Герой в колеснице, запряженной двумя лошадьми, и сатирической дионисийской сценой; коринфскими сосудами небольшого размера округлой формы — арибаллами (600 г. до н. э.), украшенными образами гарпий; головой юноши (510 до н. э.). Этрусская глиняная посуда иллюстрируется кубками, винными флягами 600 г. до н. э.), сосудами в форме головы человека (400 до н. э.), воспроизводящей черты лица Геракла.

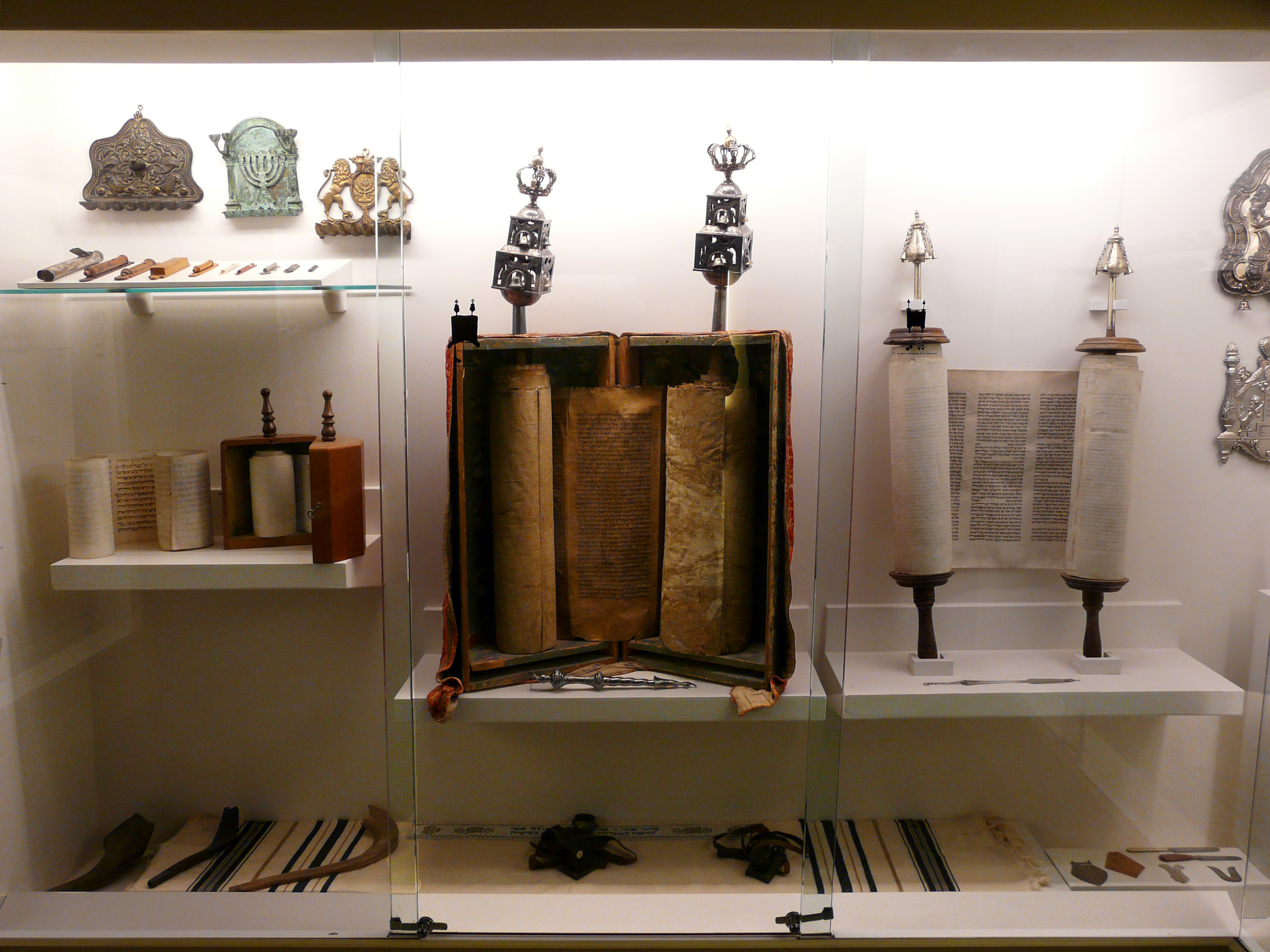
Фрагмент библейской коллекции

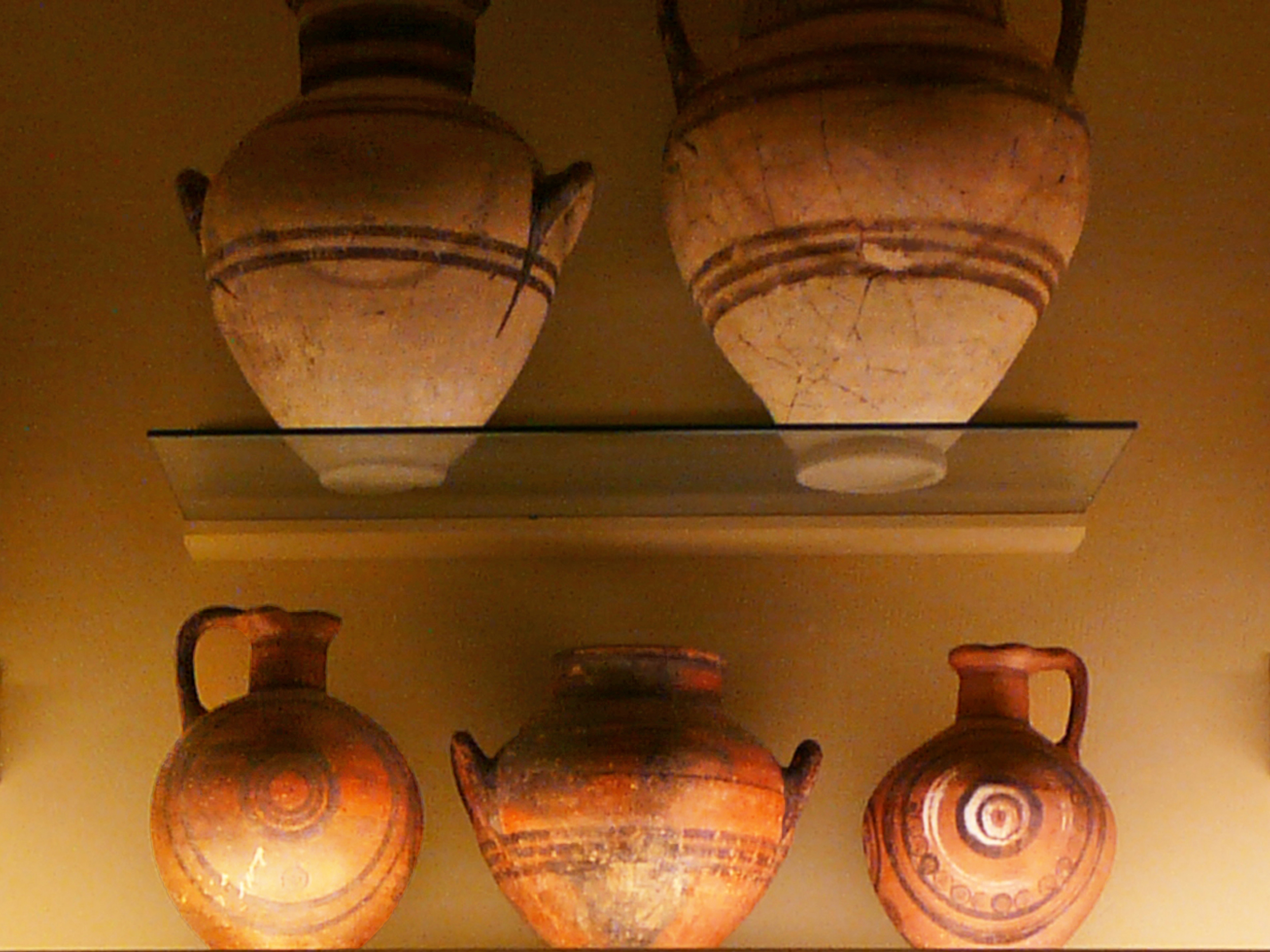
Глиняная посуда (фрагмент)

Святая земля Палестины представлена коллекцией, отражающей не только две преобладающие культуры, на перекрестке которых она формировалась — месопотамскую и египетскую, но и собственную. В музее хранятся фрагменты глиняной посуды ханаанской цивилизации, с которой начинается Библия и берёт начало развитие городов.
Глиняная посуда Среднего Бронзового века (2000—1600 до н. э.) относится к периоду библейских родоначальников, а образцы эпохи Поздней Бронзы (1600—1200 до н. э.) приходятся на период господства Египта над землёй Ханаана в момент начала её заселения израильтянами под предводительством Иисуса Навина (1230—1220 до н. э.).
Из римской эпохи в музее хранятся веретенообразные фляги (40 до н. э.); два горшка и бутылка со времени Иисуса; несколько фрагментов с печатью вина из о. Родос и печатью 10 охраняющего пролив Легиона (Фретензис), который был ответственен за поддержание общественного порядка от имени Рима после падения Иерусалима.
Еврейские культовые предметы иллюстрируют различные религиозные обычаи: Семисвечники — лампы, зажигаемые во время праздника Хануки; Меноры — небольшие коробки, которые содержат Шему — надпись на пергаменте, декларирующая единственность Бога, любовь к нему и верность его заповедям. Евреи прибивали эти коробки к дверным рамам и всегда касались их при выходе и входе в дом; Тфилины — элементы молитвенного облачения, сделанные из кожи кошерных животных, содержащие написанные на пергаменте отрывки из Торы; Хадассы, которые использовались для рассеивания ладана как часть ритуала, отделявшего святое от грешного.
Из-за своего географического местоположения и присутствия медных рудников, остров Кипр стал перекрестком различных культур восточного Средиземноморья: Греции, Малой Азии, Сирии, Палестины и Египта. Глиняная посуда из Кипра получила широкое признание уже в период Бронзы (2500—1050 до н. э.). С художественной и археологической точки зрения она имеет высокую цену не только как украшение, но также даёт довольно точный критерий археологического датирования.
Археологические материалы древнего мира помещены в облицованных каталонской плиткой залах, архитектурно сильно отличающихся от остальной части музея. Общая атмосфера обращает к песку пустынь Египта и Ближнего Востока. Различные культуры легко обнаружить и следовать им в хронологическом изложении.

## Иконографии Девы Марии
Экспозиция «Nigra Sum» посвящена иконографии Святой Марии Монсерратской и содержит коллекцию картин, скульптур, рисунков, графики, рассказывающих о художественных достоинствах и разнообразии каждой эпохи.
В музее выставлены две фотографии, которые воспроизводят в фас и профиль скульптуру Святой Девы конца XII века, установленную в апсиде монастырской базилики. Скульптура вырезана из тополя, имеет высоту 95 см. Богоматерь изображена сидящей на стуле с Младенцем на коленях. В правой руке Она держит сферу, которая символизирует вселенную. Младенец Иисус с чертами лица и осанкой взрослого человека поднимает правую руку в благословляющем жесте, левой рукой Он держит сосновую шишку. В античной мифологии шишка сосны (пинии) символизировала плодородие, возрождение и бессмертие. Короны на головах Девы Марии и Младенца, а также их одежды золотого цвета. Лица и руки тёмного, почти чёрного, цвета, что и определило название скульптуры. Изначально скульптура была светлой; чёрный цвет с коричневым отливом появился позже как результат химической реакции красок и лака на тепло и дым свечей, которые зажигались в течение столетий у подножия скульптуры.
Готическая и позднеготическая иконография представлены многочисленными фотографиями с изображением Богоматери. Средневековые художники не столько заботились об отражении оригинального образа Святой Девы, сколько их привлекал обобщённый идеал женской красоты, которую они воплотили в облике Девы Марии. На дальнем плане многих картин можно видеть горный пейзаж, вьющуюся змейкой дорогу, на которой стоят кресты, напоминающие о Семи скорбях Богоматери.
Художники эпохи Возрождения изображали Святую Деву Монсеррат более точно следуя её образу в монастырской базилике. В эпоху барокко художественная концепция изображения Божьей матери Монсеррат становится ещё более определённой. Она выступает в роли царицы и повелительницы. Богоматерь изображают над горой или сидящей на троне. Горный пейзаж приобретает величественный вид. Богоматерь облачают в свободный и пышный наряд, а Её голову украшает богатая корона. В руках Она держит ирис и сферу. Ирис символизирует любовь, чистоту и непорочность; сфера — символ совершенства. Лицо у Богоматери эпохи барокко тёмное. В середине XIX века Богоматерь начинают изображать в строгих одеждах. Такой наряд Божьей Матери можно видеть на древних иконах. Именно в этот наряд была облачена скульптура в базилике монастыря Монсеррат, когда Чёрная Мадонна была провозглашена в 1981 году Римским папой Львом XIII покровительницей Каталонии. Одновременно появилась новая деталь — скипетр Покровительницы. Вскоре получила распространение целая серия икон, на которых Богоматерь изображалась в тех же одеждах, что на деревянной скульптуре в монастырской базилике. Однако, наряд Святой Девы Монсеррат не обошло влияние реалистических тенденций. В 1920 году была сделана фотография Богоматери без накладных одежд и нарядов.
Среди представленных экспонатов выделяются подаренные в 1994 году Демократической конвергенцией Каталонии красочные полотна неизвестных авторов XVII столетия с изображением Богоматери и горы Монсеррат. Живопись выполнена на основе напечатанных в Риме в 1572 гравюр известного римского картографа и издателя XVI века Антонио Лафрери (Antonio Lafreri, 1512—1577). Композиции избавлены от объективного восприятия и визуально рассказывают историю географического и духовного явления Монсеррата: постижение образа Девы Марии, Её почитание в церкви, монастыре, в пути и в капелле. Картины показывают паломников, жилища отшельников, расселившихся на склоне горы с её характерными вершинами. Легенда о Монахе-отшельнике Фра Гари (англ. Friar Garí) и чудесах, сделавших его святое изображение известным, написана на полях холста.

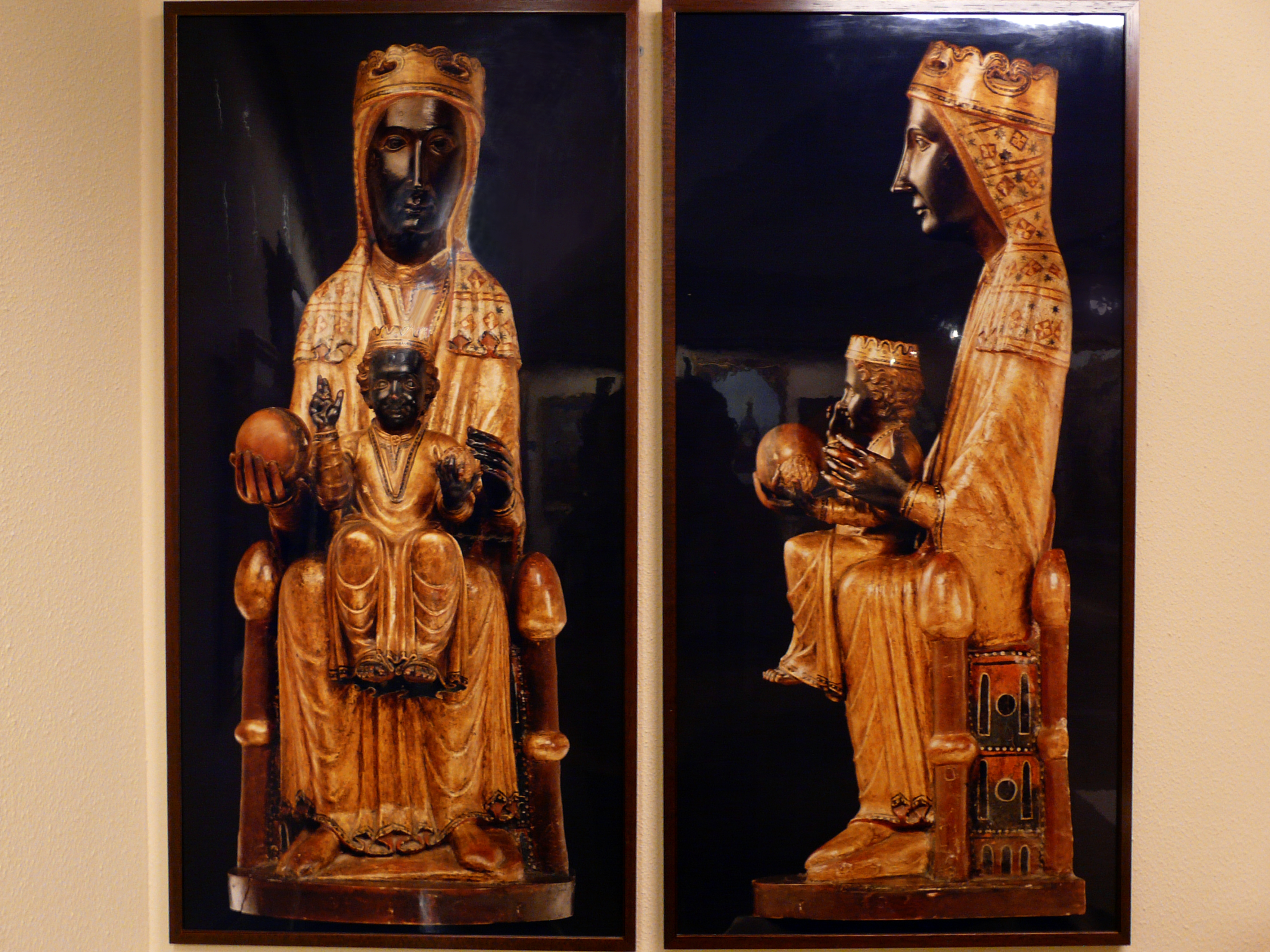
Скульптура Девы Марии с Младенцем
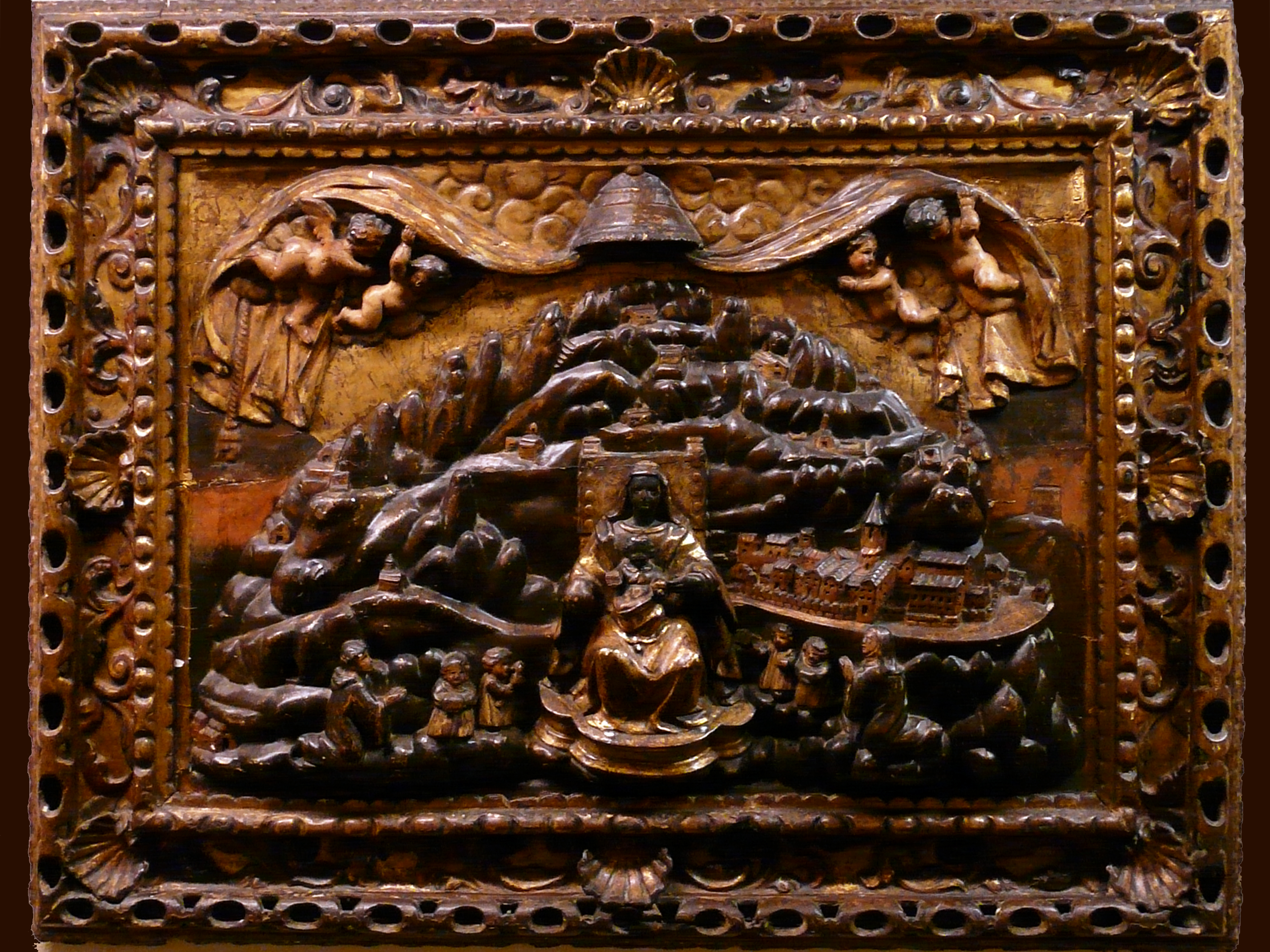
Рельефное панно "Virgen de Montserrat"
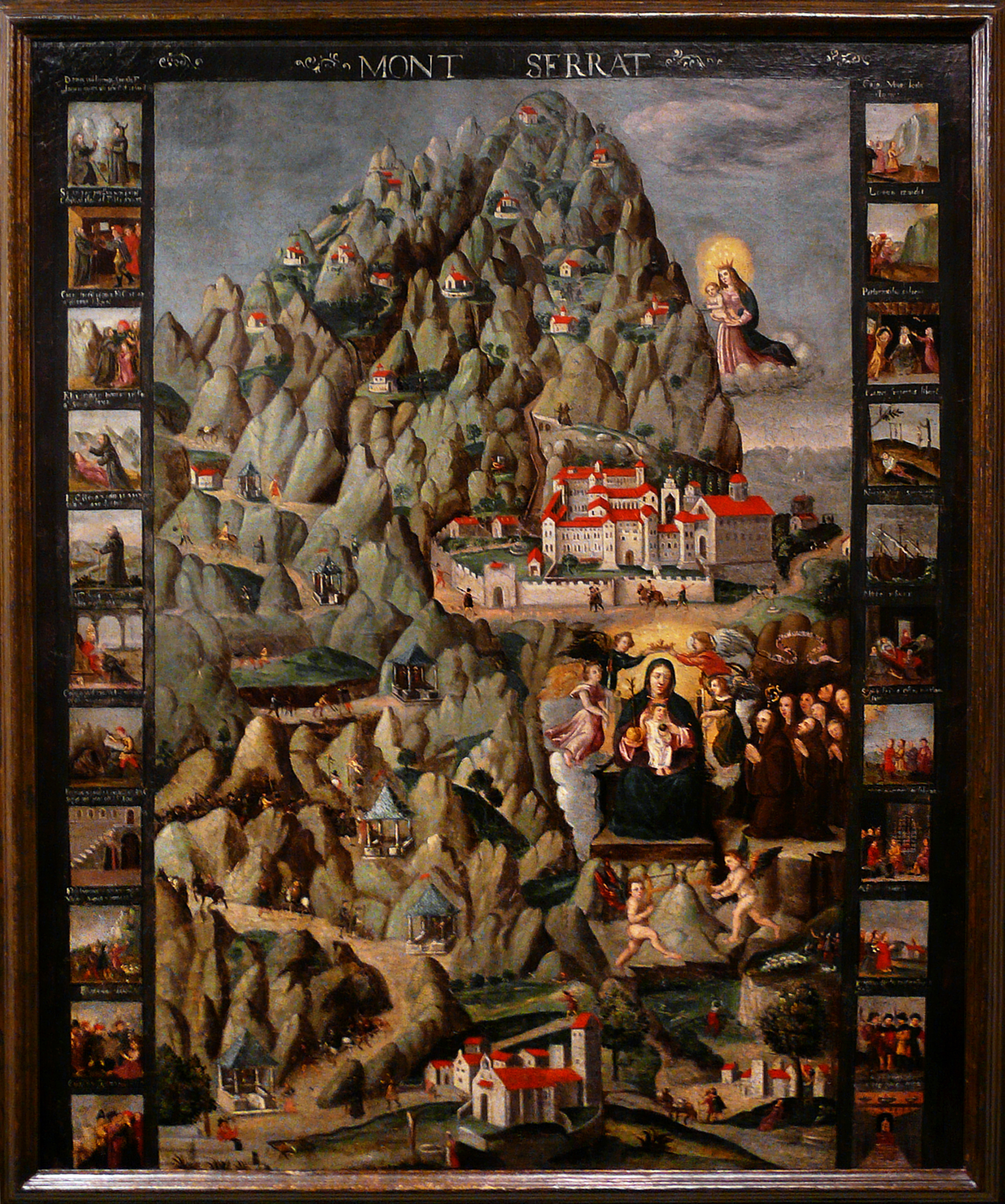
Картина "Монсеррат"
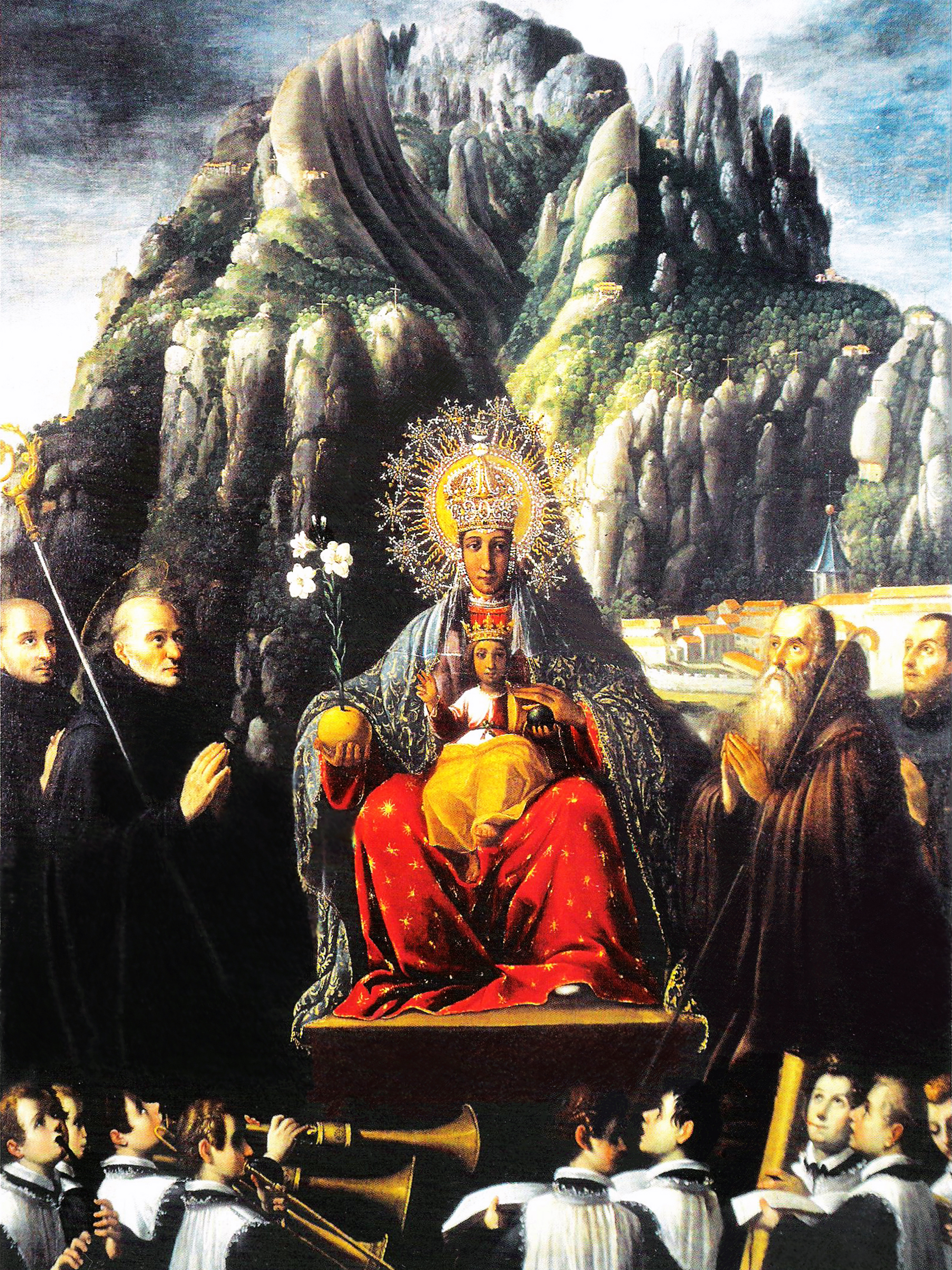
Дева Монсеррат
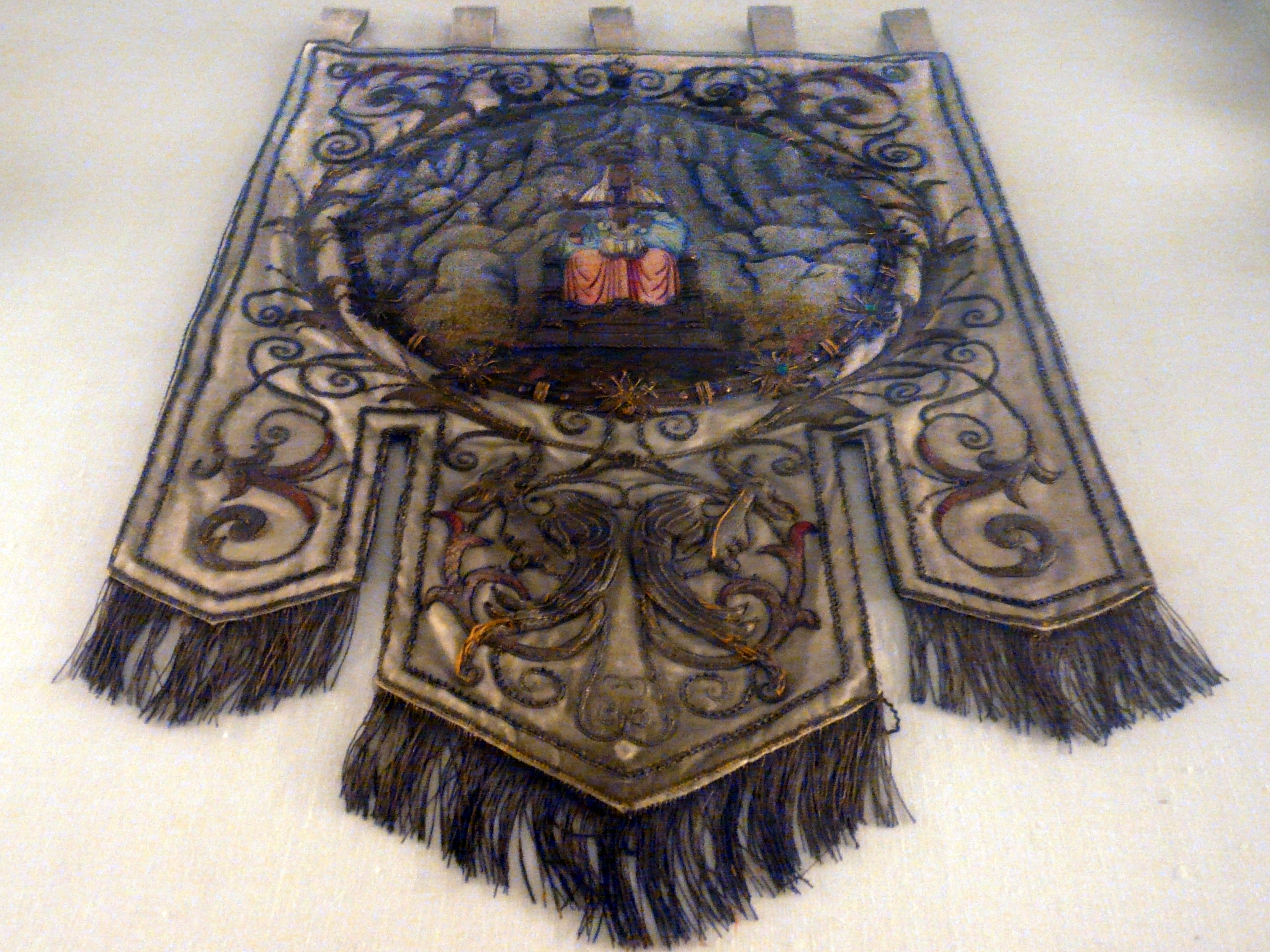
Флаг Девы Марии Монсерратской
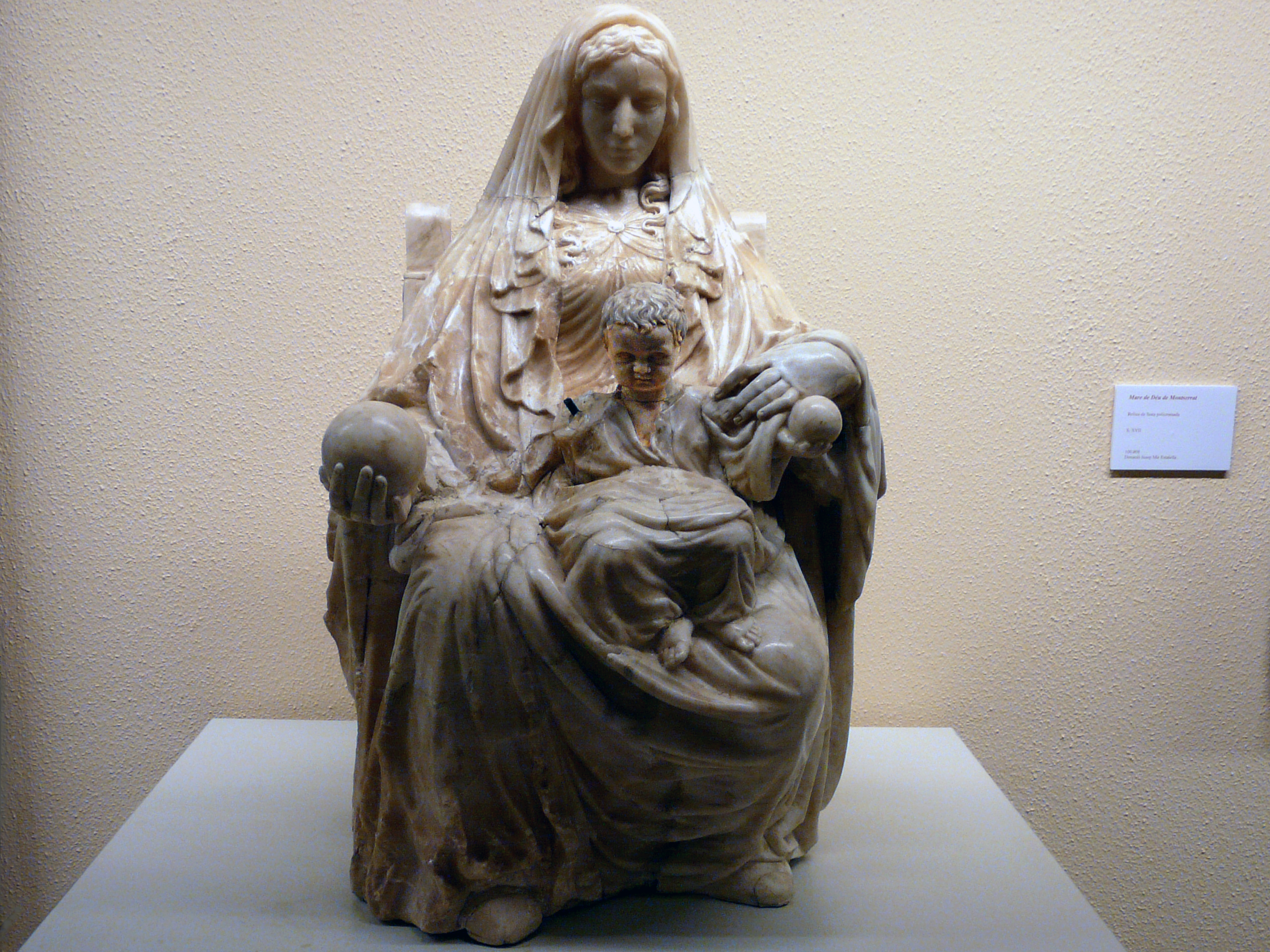
Скульптура Девы Марии с Младенцем
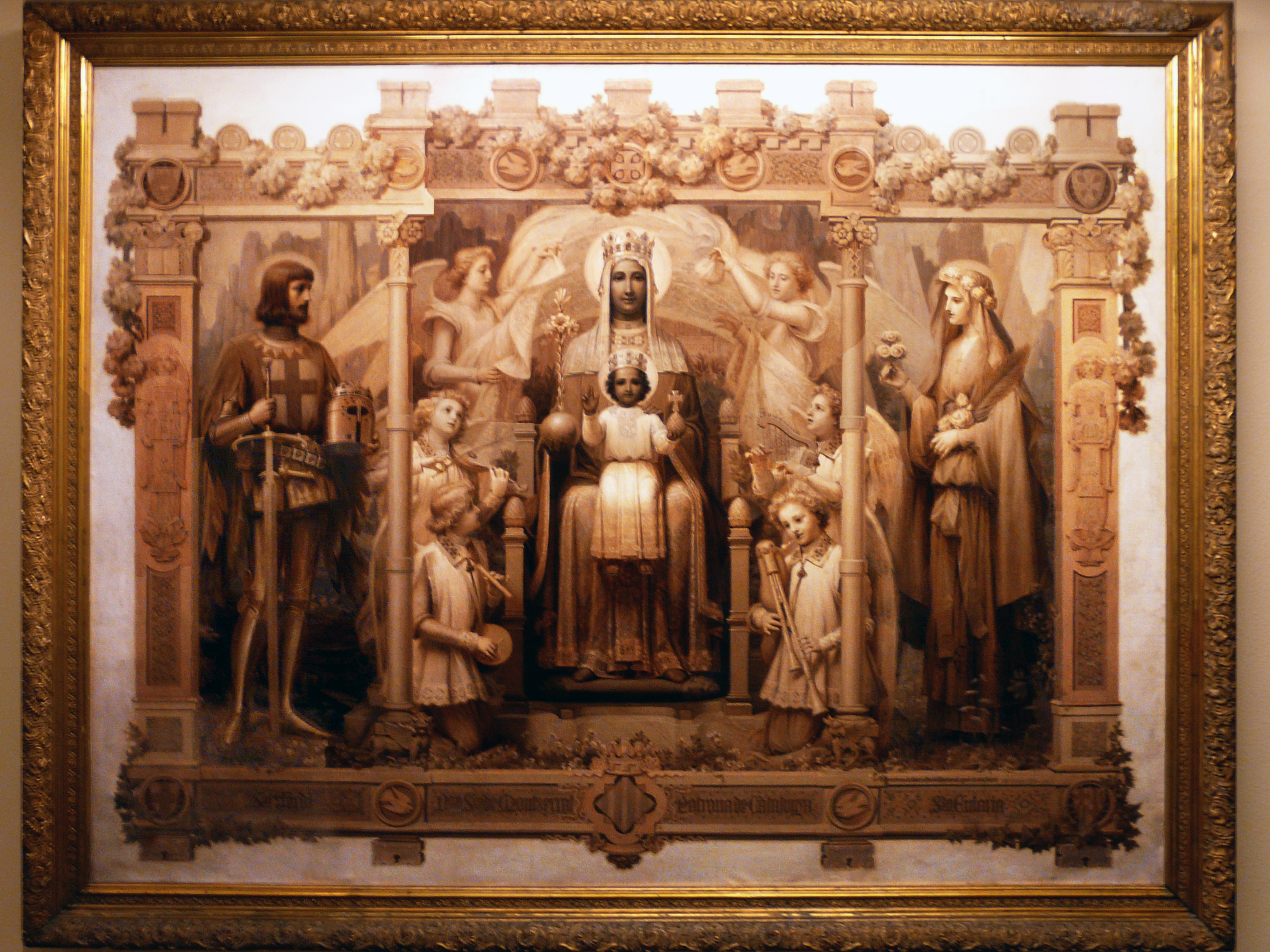
Икона Девы Марии

## Ювелирное искусство

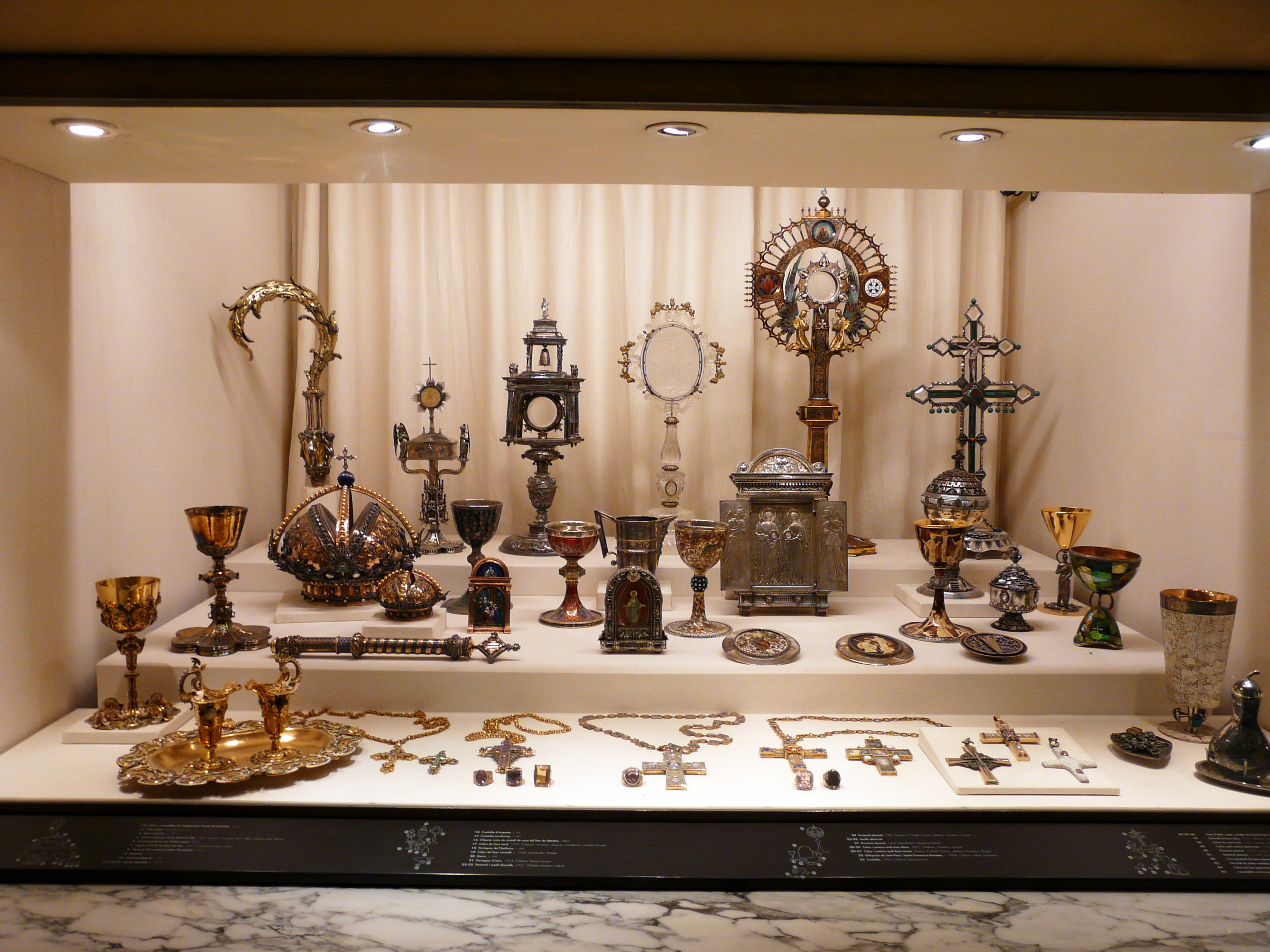
Литургические предметы

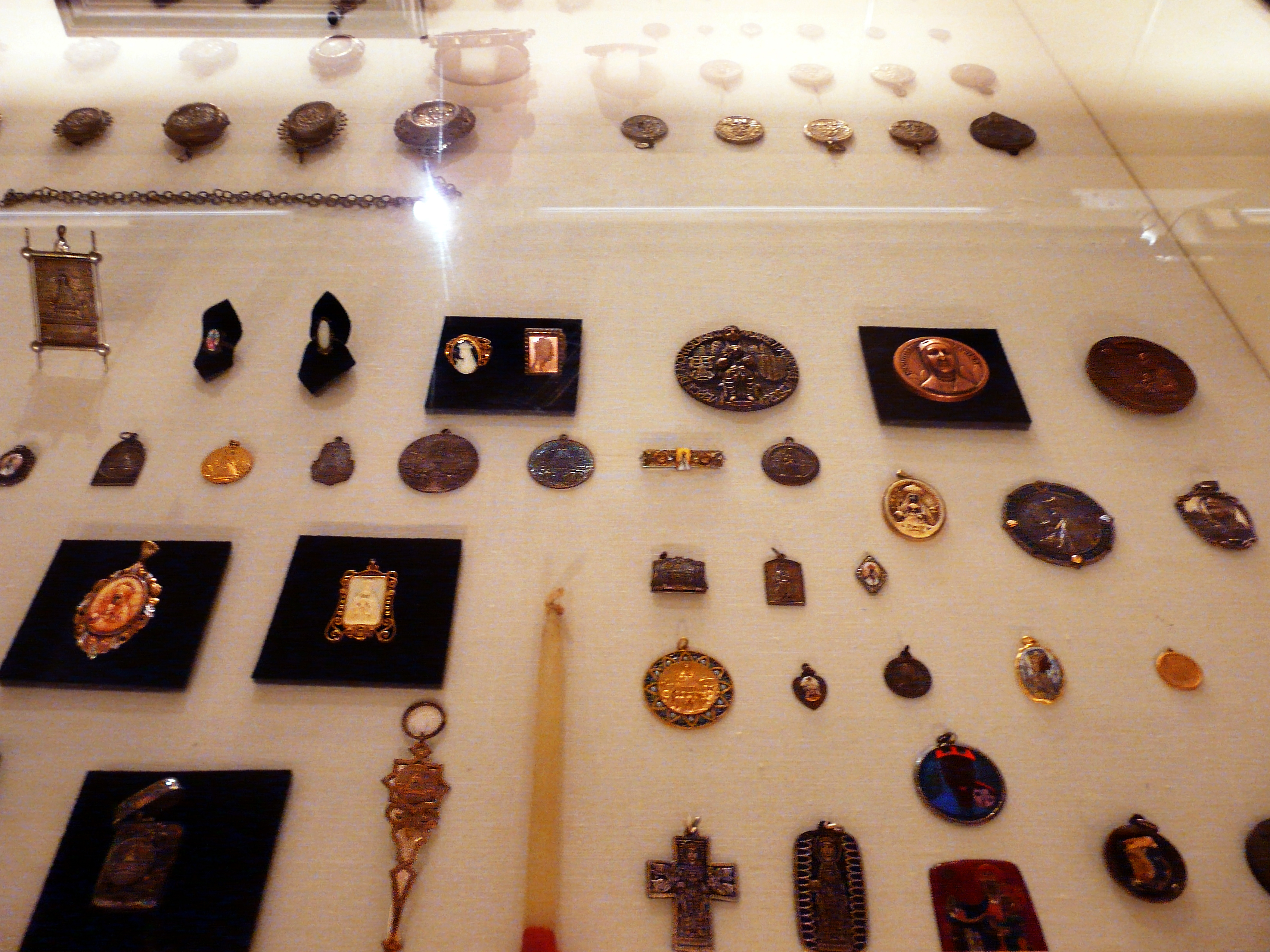
Ювелирная коллекция

Ювелирное искусство представлено коллекцией литургических аксессуаров от пятнадцатого до двадцатого веков (потиры и чаши, митры, дарохранительницы, нагрудные кресты), которые показывают эволюцию техник и художественных стилей.
Коллекцию украшают драгоценная корона Богоматери, спикетр и корона Младенца-Иисуса изготовлены барселонскими ювелирами Жуаном Суньол (1920) и Франческом Кабот (1895). Они были приобретены на пожертвования в честь коронации Богоматери, когда Она была провозглашена Покровительницей Каталонии в 1881 году. Особую ценность с исторической точки зрения представляют расписанный готический кубок и прибор из двух кувшинов для воды и вина, преподнесённые в дар Богоматери австрийским императором Фердинандом III в 1621 году в честь победы над шведским королём Густавом. Реликварий из горного хрусталя, изготовленный в Милане в эпоху Возрождения, представляет сцену Распятия. Он был преподнесён в дар музею герцогом Мантуа и Монферрат в 1625 году. Из трёх дарохранительниц одна — готическая, имеет форму ларца и относится к XV веку, вторая — в форме башни, относится к эпохе испанского Ренессанса, третья — модернистская, изготовлена Люисом Масриера (1872—1958) в 1903 году.
Другие чаши и кубки знакомят с художественным стилем барселонских ювелиров и художников середины XX века

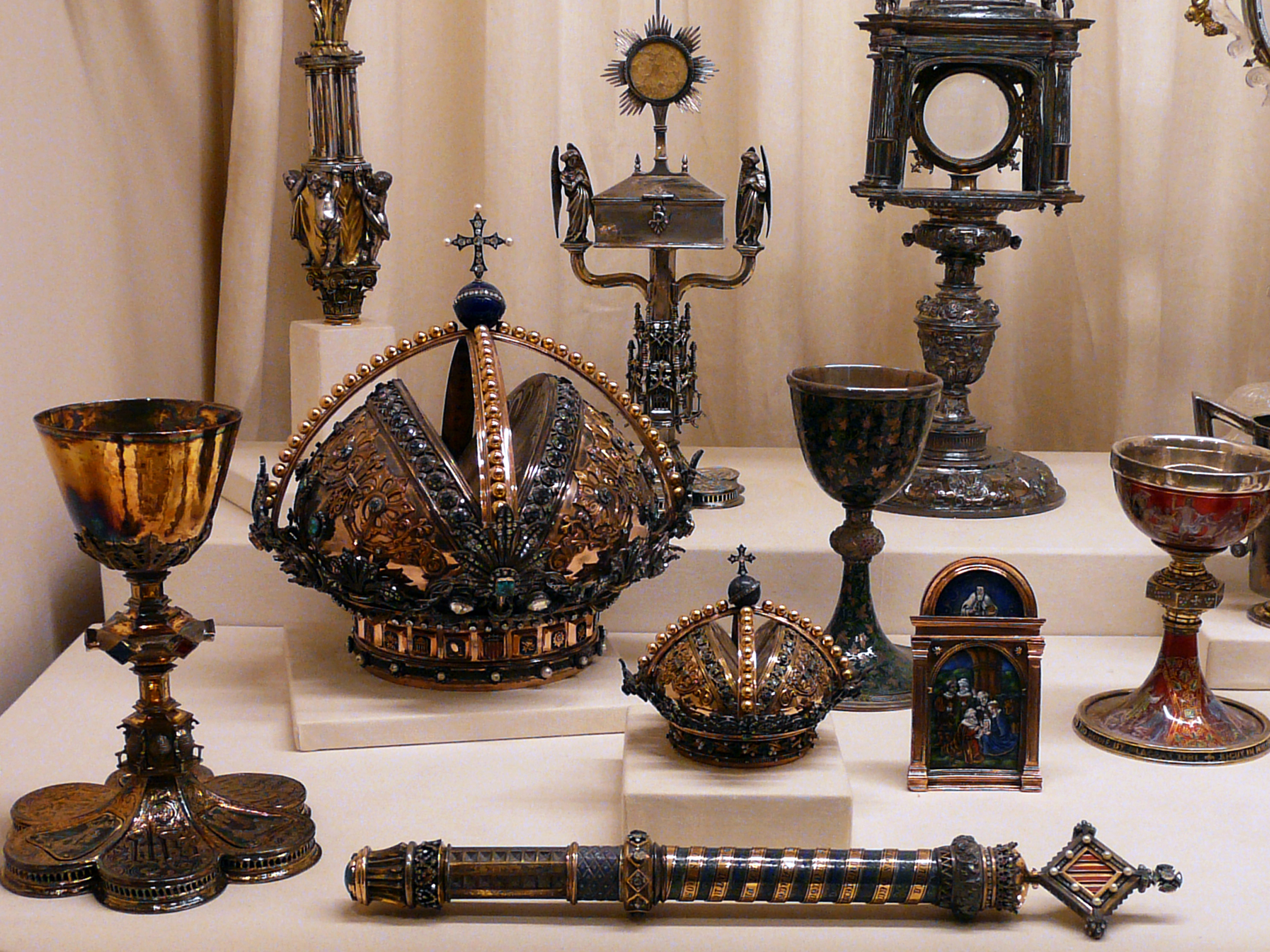
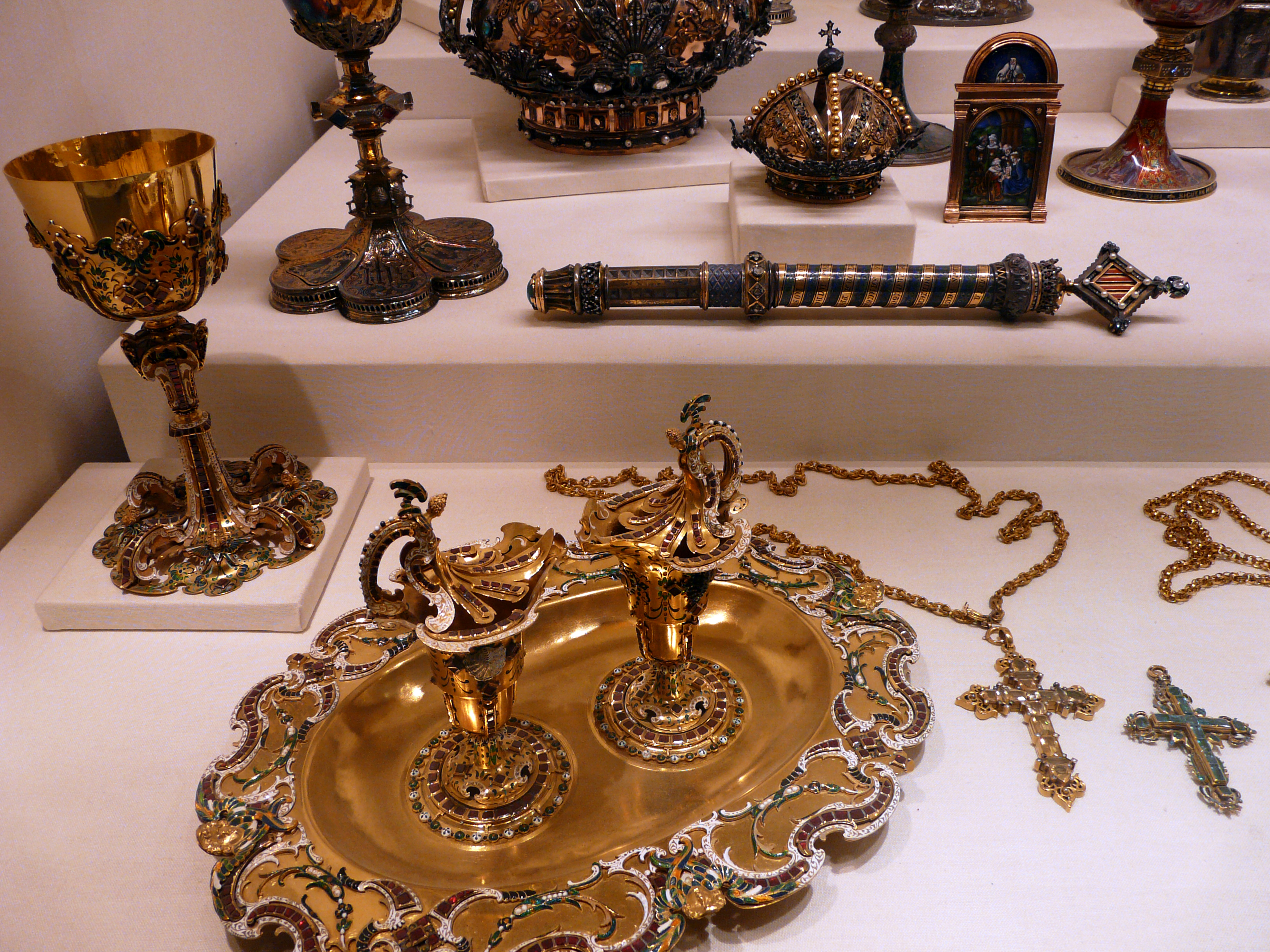
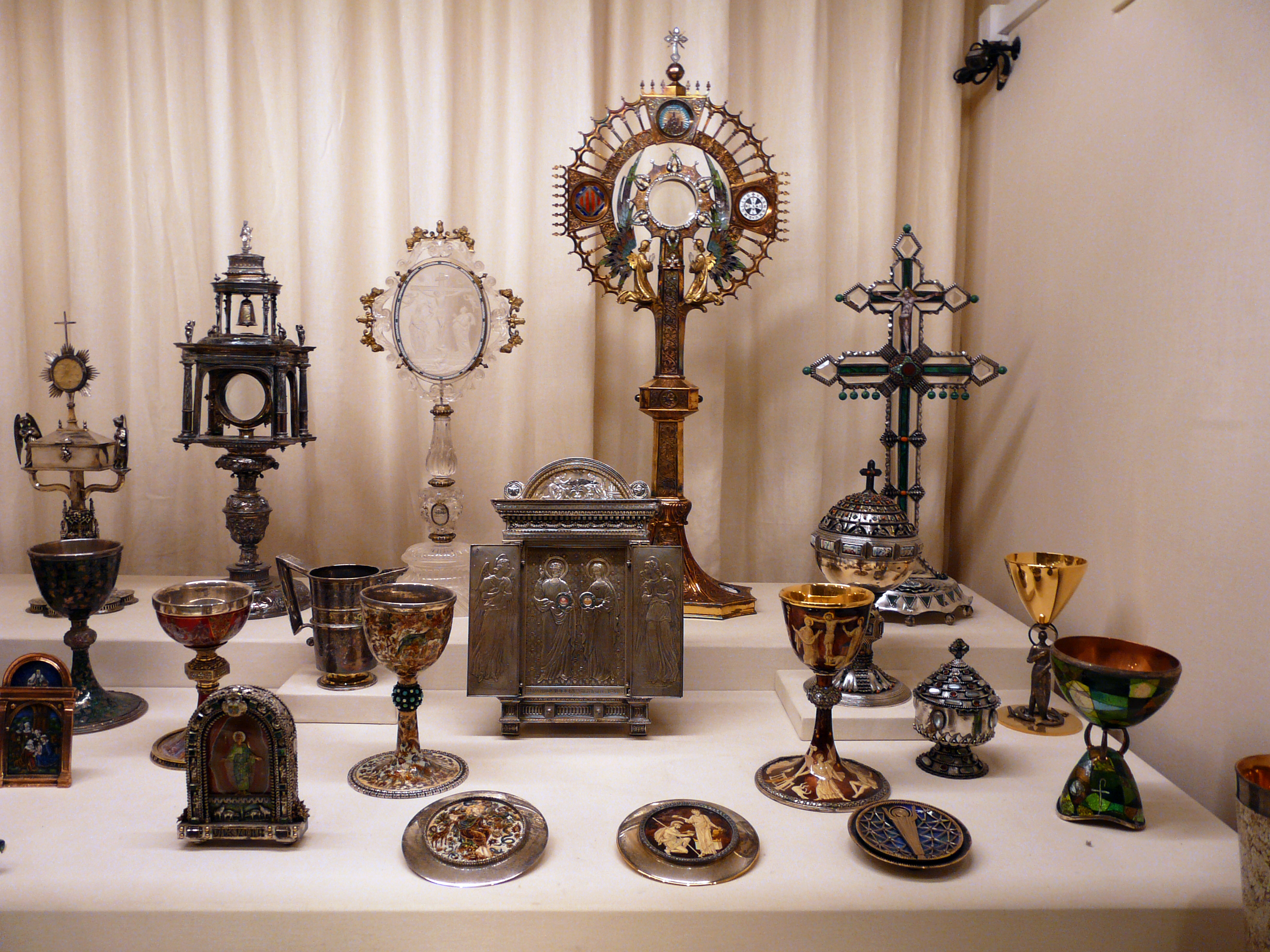
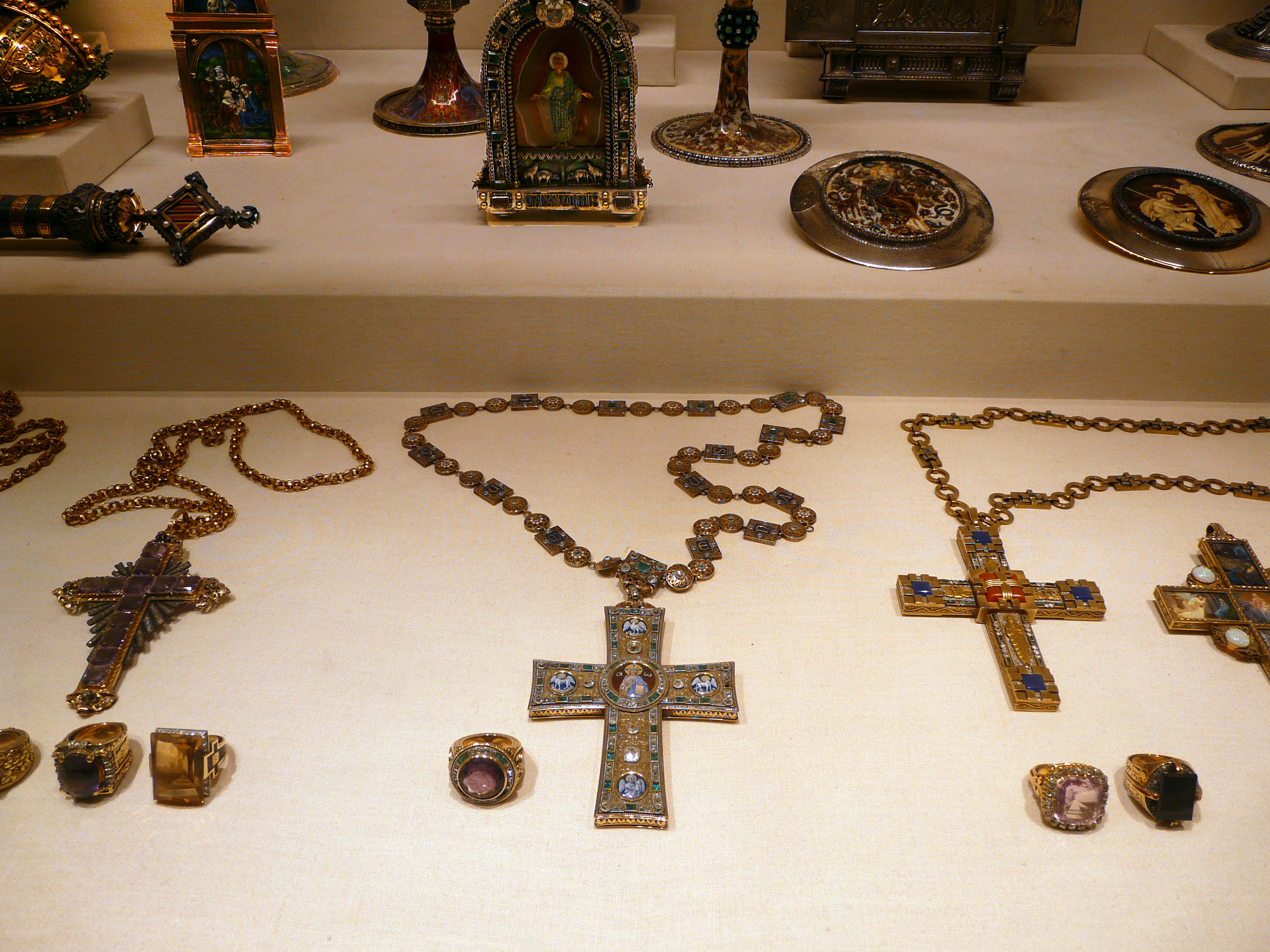

## Коллекция живописи XIII—XVIII веков

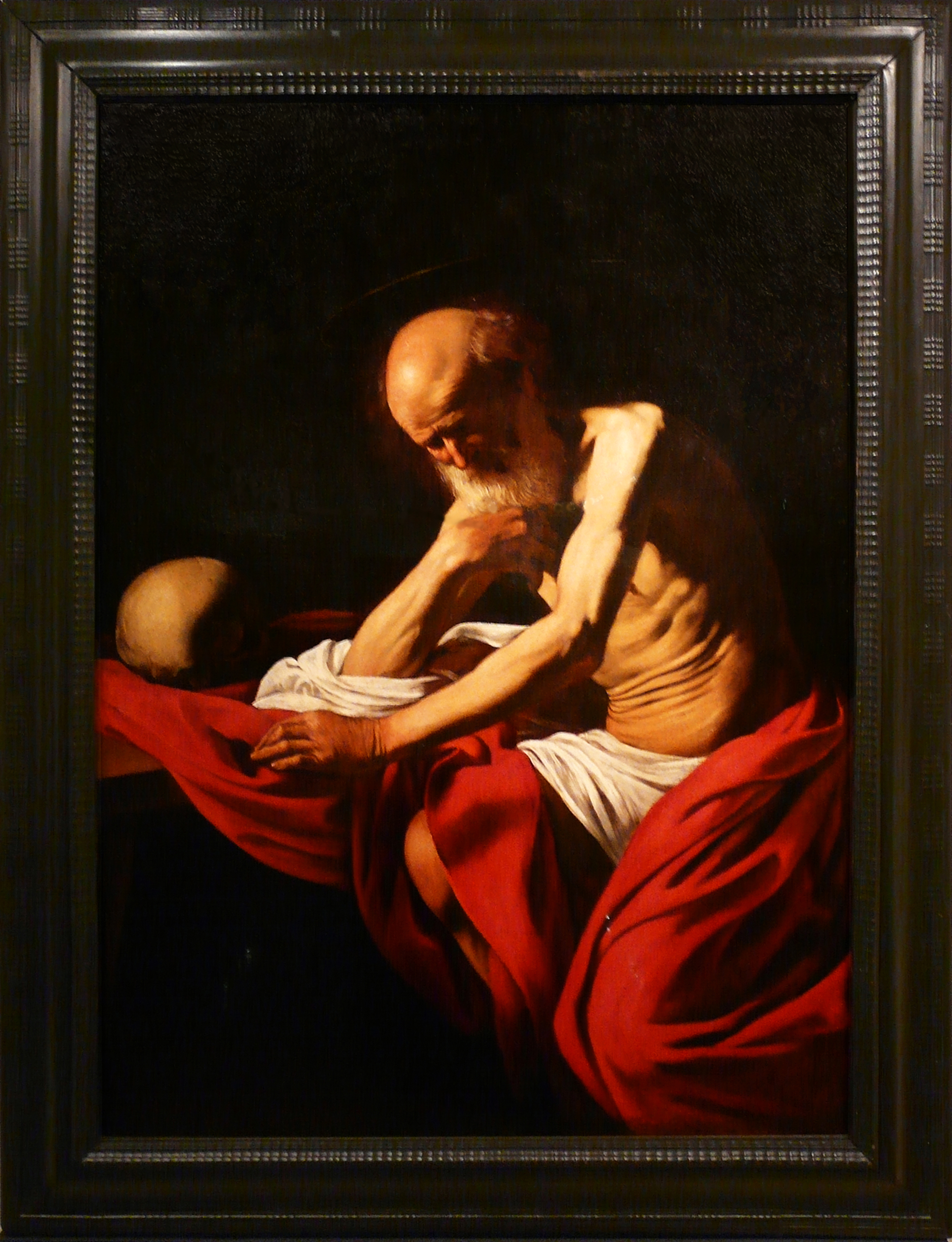
Караваджо. Св. Иероним Кающийся

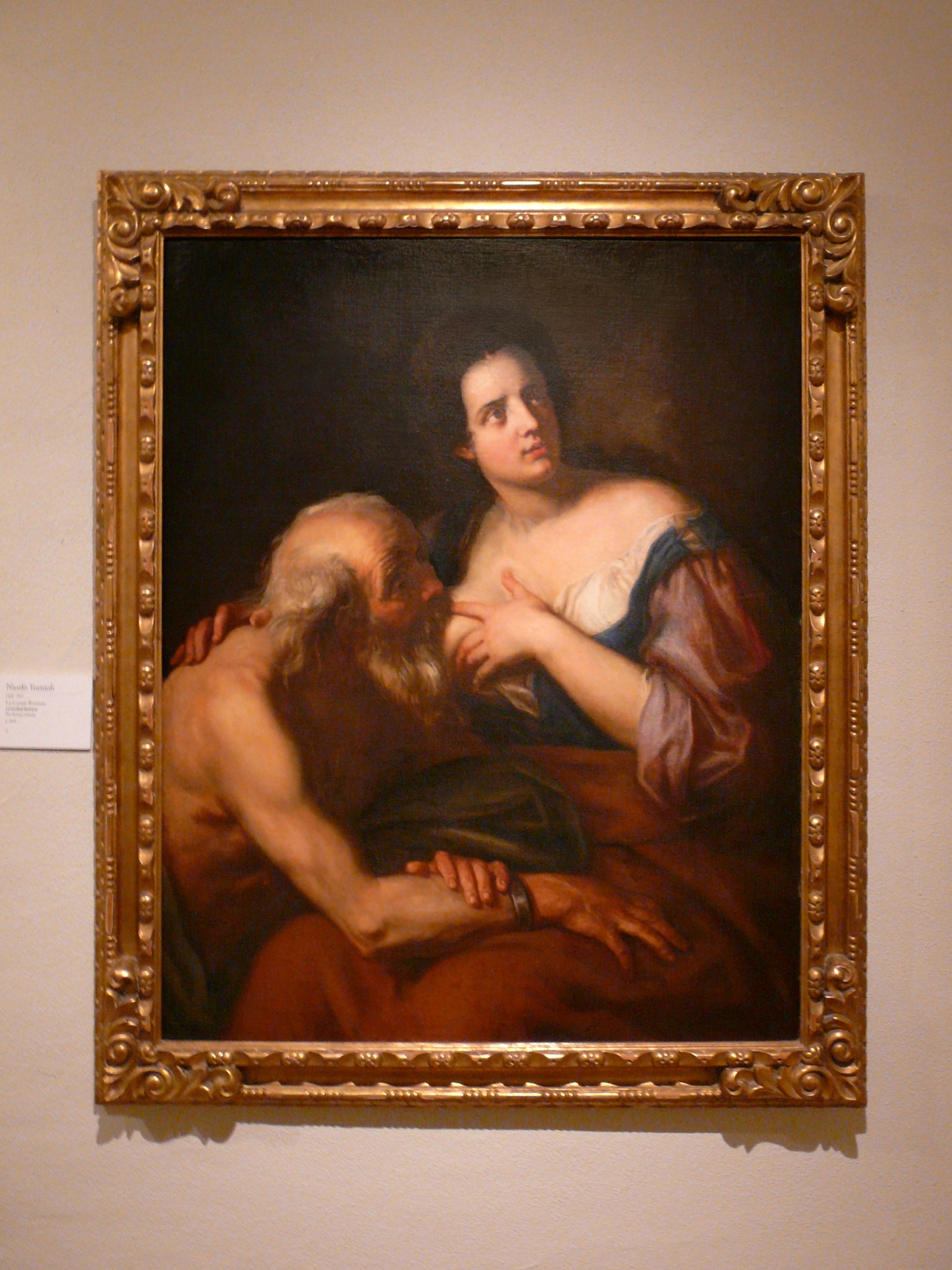
Николо Торниоли. Отцелюбие римлянки

Среди наиболее известных картин выделяются «Кающийся Святой Иероним» Микеланджело Меризи да Караваджо Архивная копия от 6 марта 2021 на Wayback Machine (1571—1610) и «Святая Ирина излечивает святого Себастьяна» Джованни Баттиста Спинелли (1613—1658). С итальянской живописью знакомят работы «Бичевание Христа» Коррадо Джакинто (1703—1766), «Аллегория рождения Франциска I» Джованни Баттисты Тьеполо(1696—1770, «Молитва Иисуса в Гефсиманском саду» Андреа Ваккаро (1598—1670), «Св. Бертари с учениками и аббат Скварчалупи» Андреа Салерно (1480—1530), «Святой Антоний Падуанский» Пьетро Барделлино (1728—1806) и другие. Как и в случае с библиотекой, важную роль сыграл аббат Марсет, купивший эти произведения в Риме и Неаполе между 1911 и 1920 годах. Коллекцию дополняют мастера испанской живописи Педро Берругете или Эль Греко.

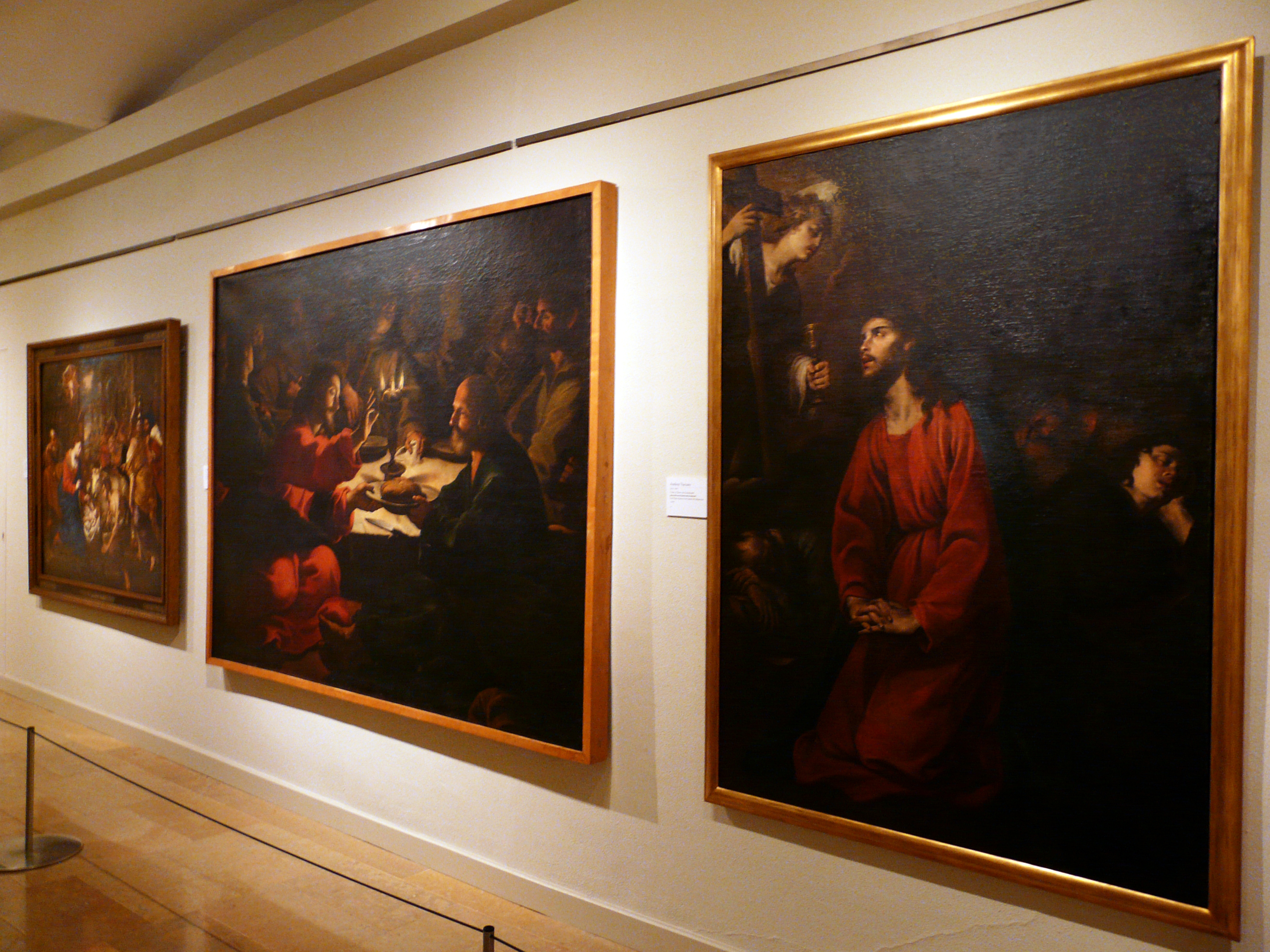
Собрание картин
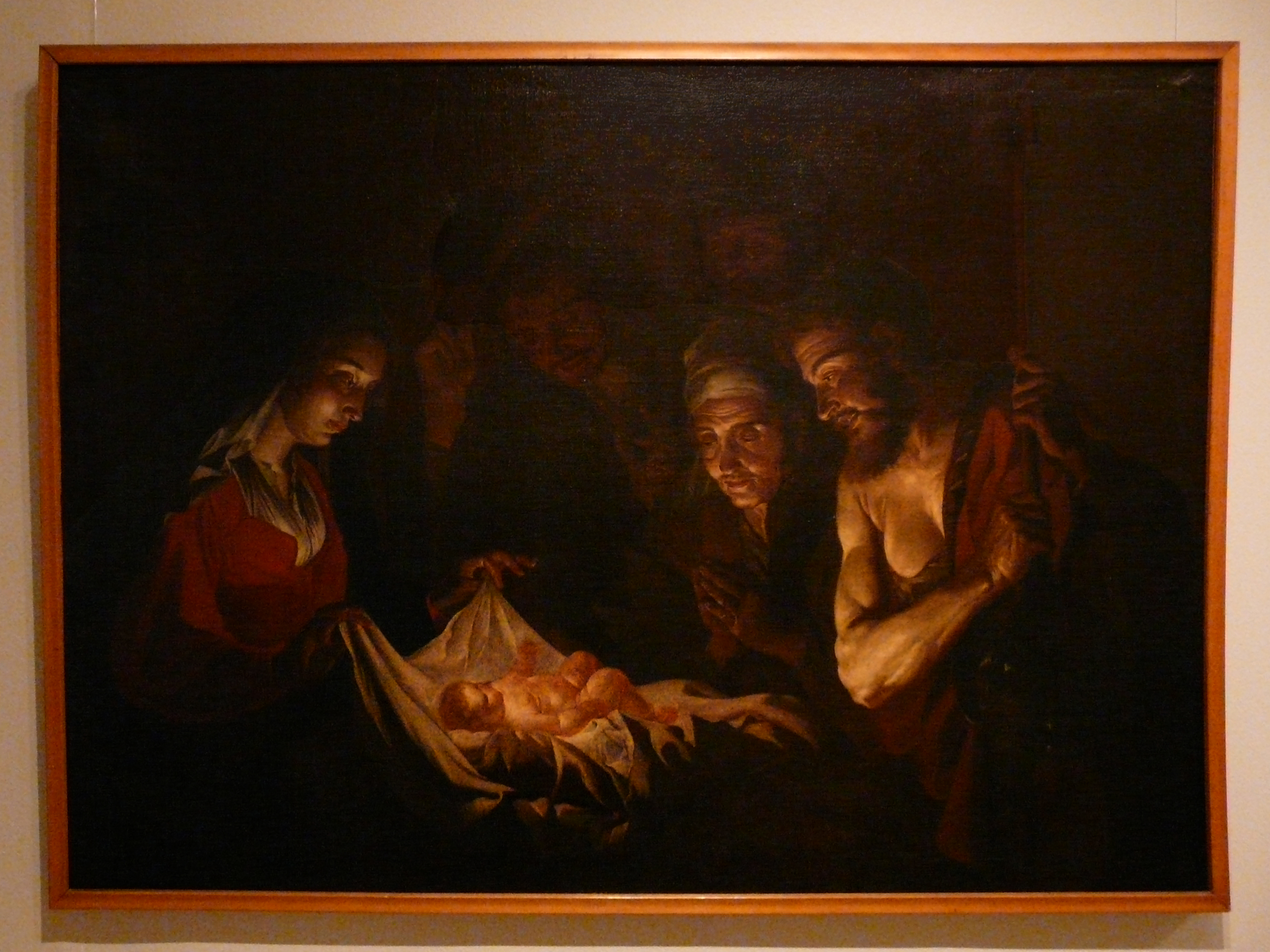
Поклонение пастухов. Маттиас Стом
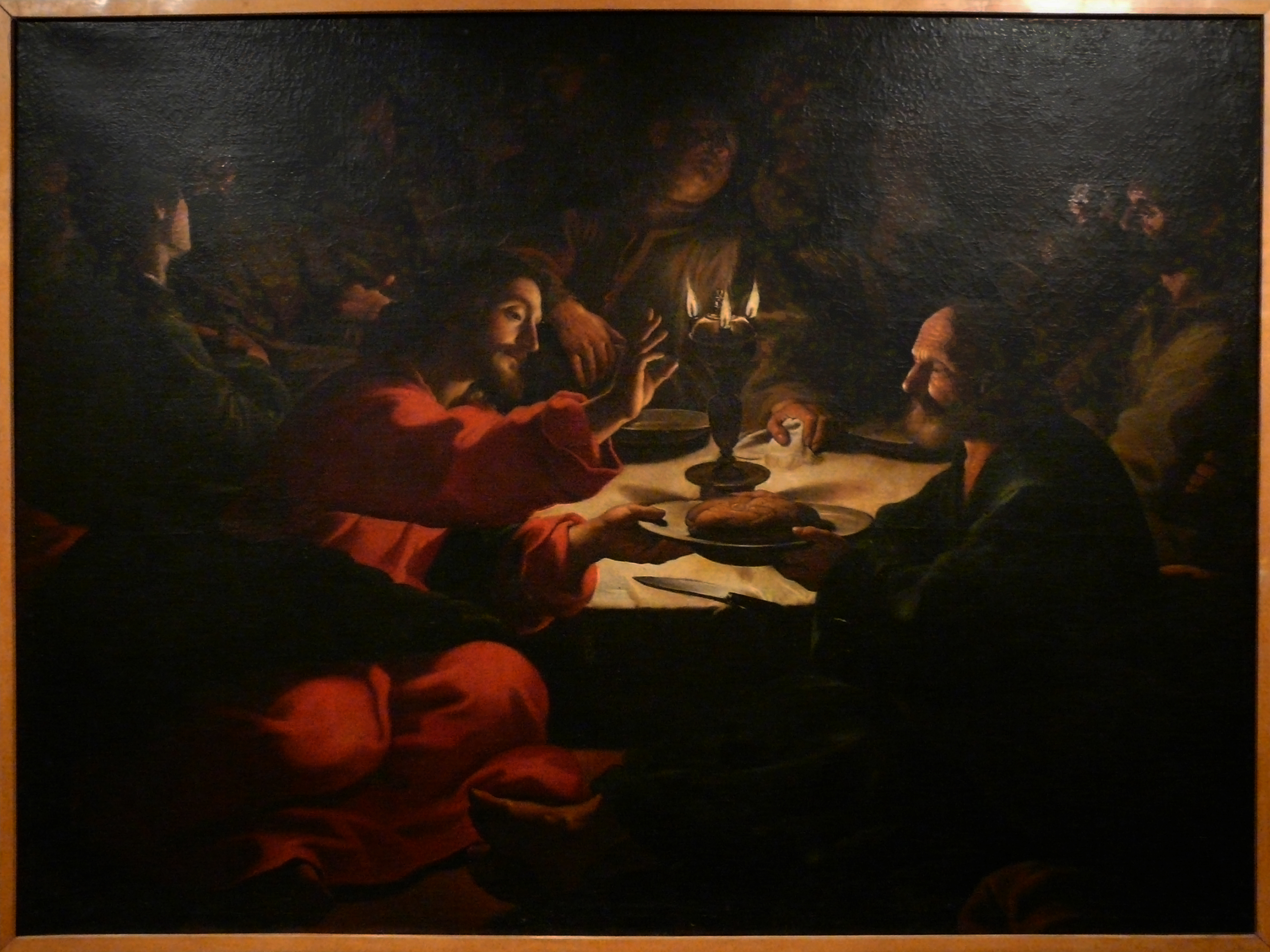
Тайная вечеря. Рутилио Манетти
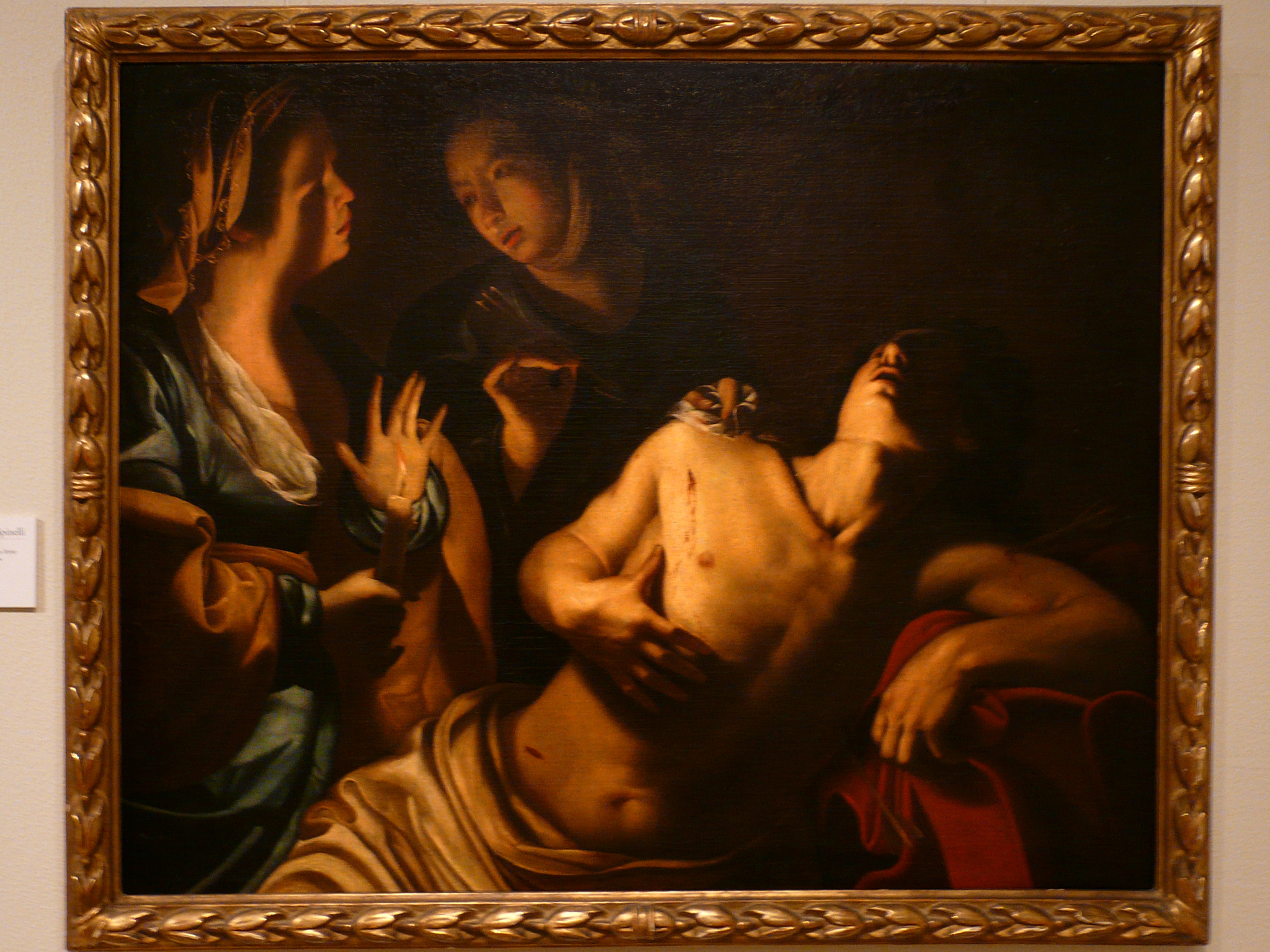
Святая Ирина излечивает Святого Себастьяна. Джованни Баттиста Спинелли

## Коллекция живописи и скульптуры XIX и XX веков

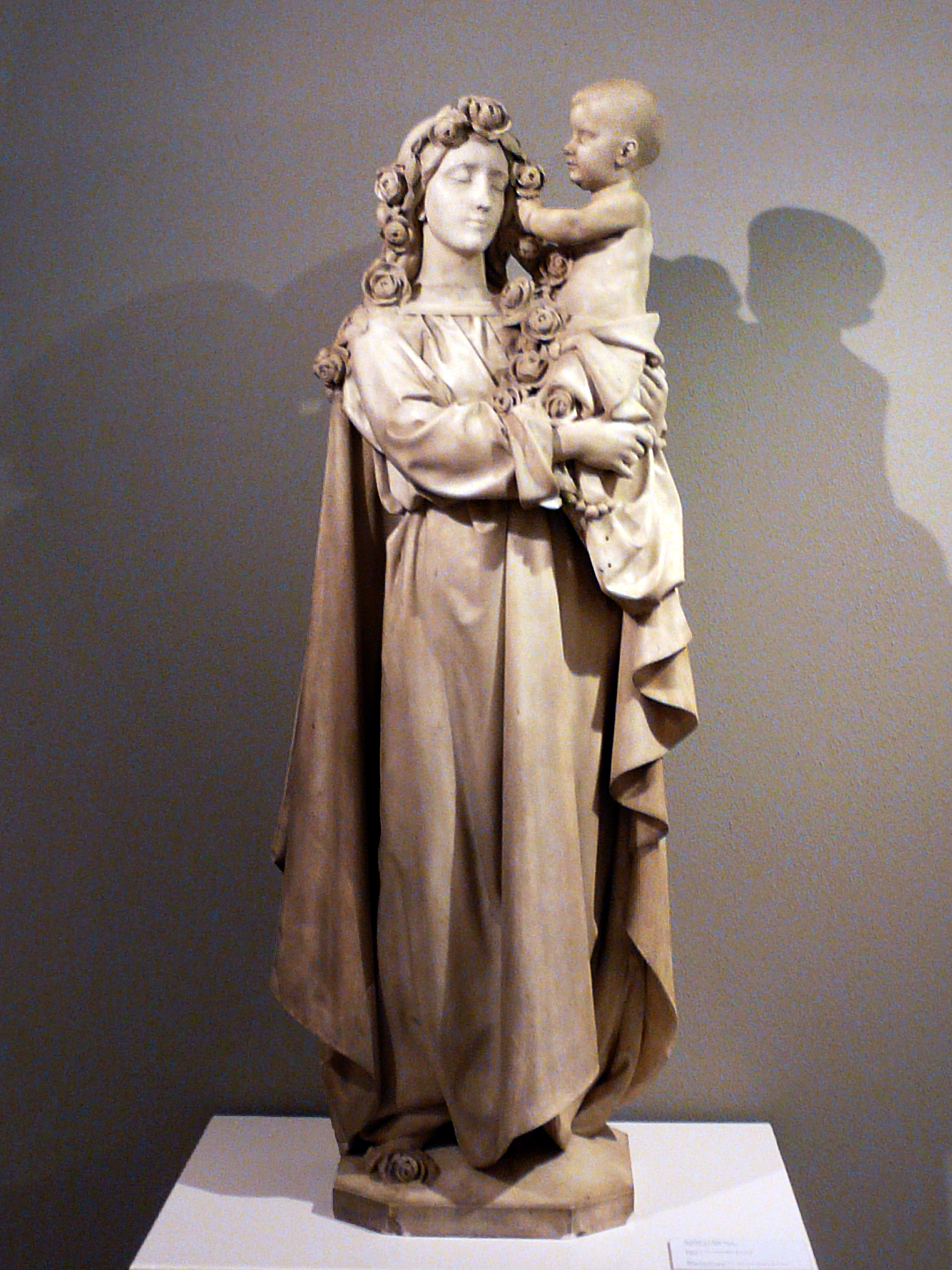
Regina Sacratissimi Rossarii. Josep Limona. 1892.

Наиболее полно представлен период каталонской живописи девятнадцатого и двадцатого веков работами [[Мариано Фортуни]], Хоакина Вайреда, Рамона Касас, Сантьяго Рузиньоль, Хоакина Мир, Исидре Нонель, Эрмена Англада Камарассаи и других мастеров. Дополняют эту коллекцию произведений искусства Каталонии такие современные художники как Дарио де Регойос, Хоакин Соролья и Игнасио Зулоага, картины Старый рыбак и Школа молодого Пабло Пикассо. Подавляющее большинство произведений были пожертвованы господином Хосеп Сала Ардиз в 1982 году.

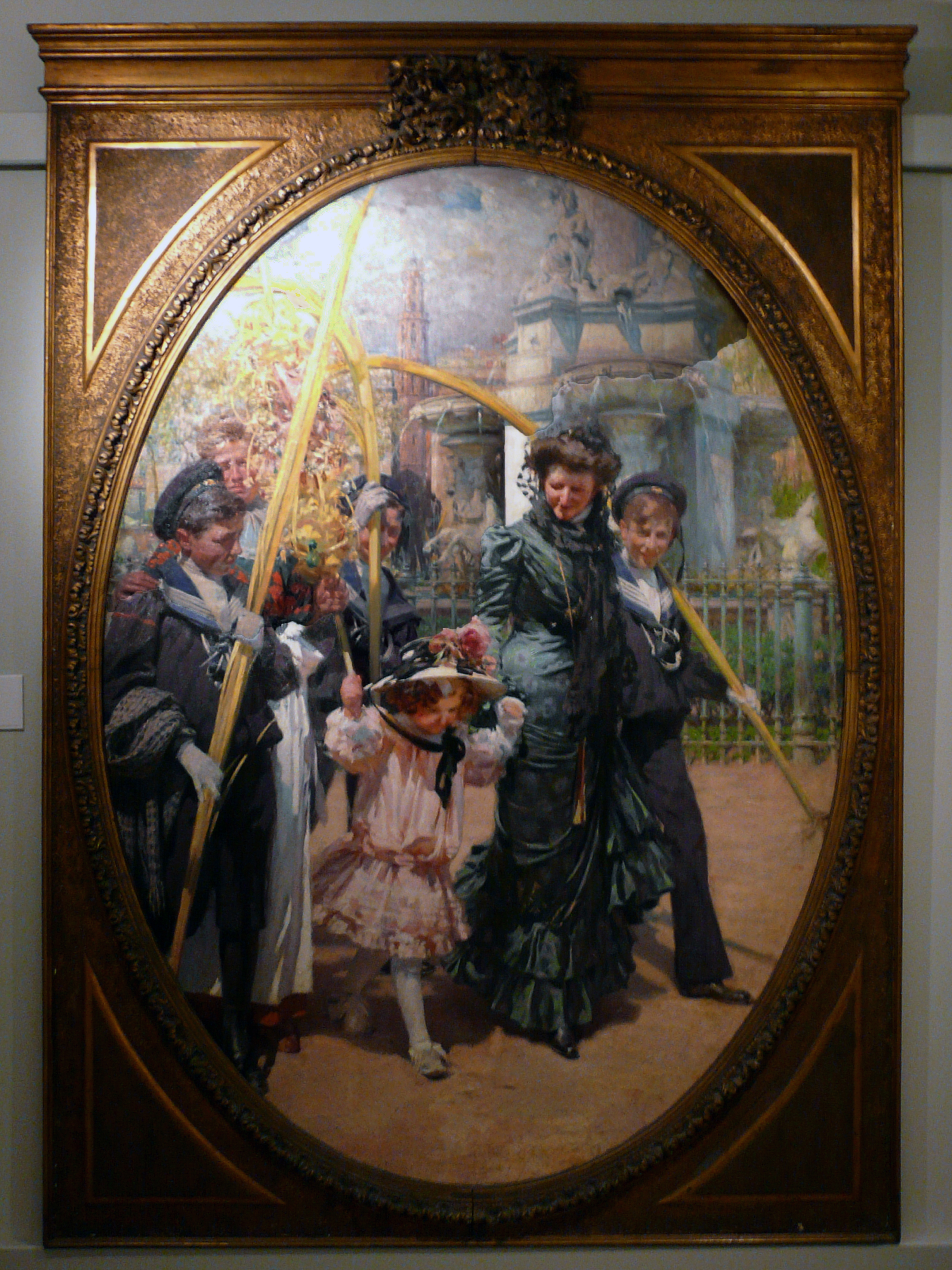
Вербное воскресенье. Феликс Местрес
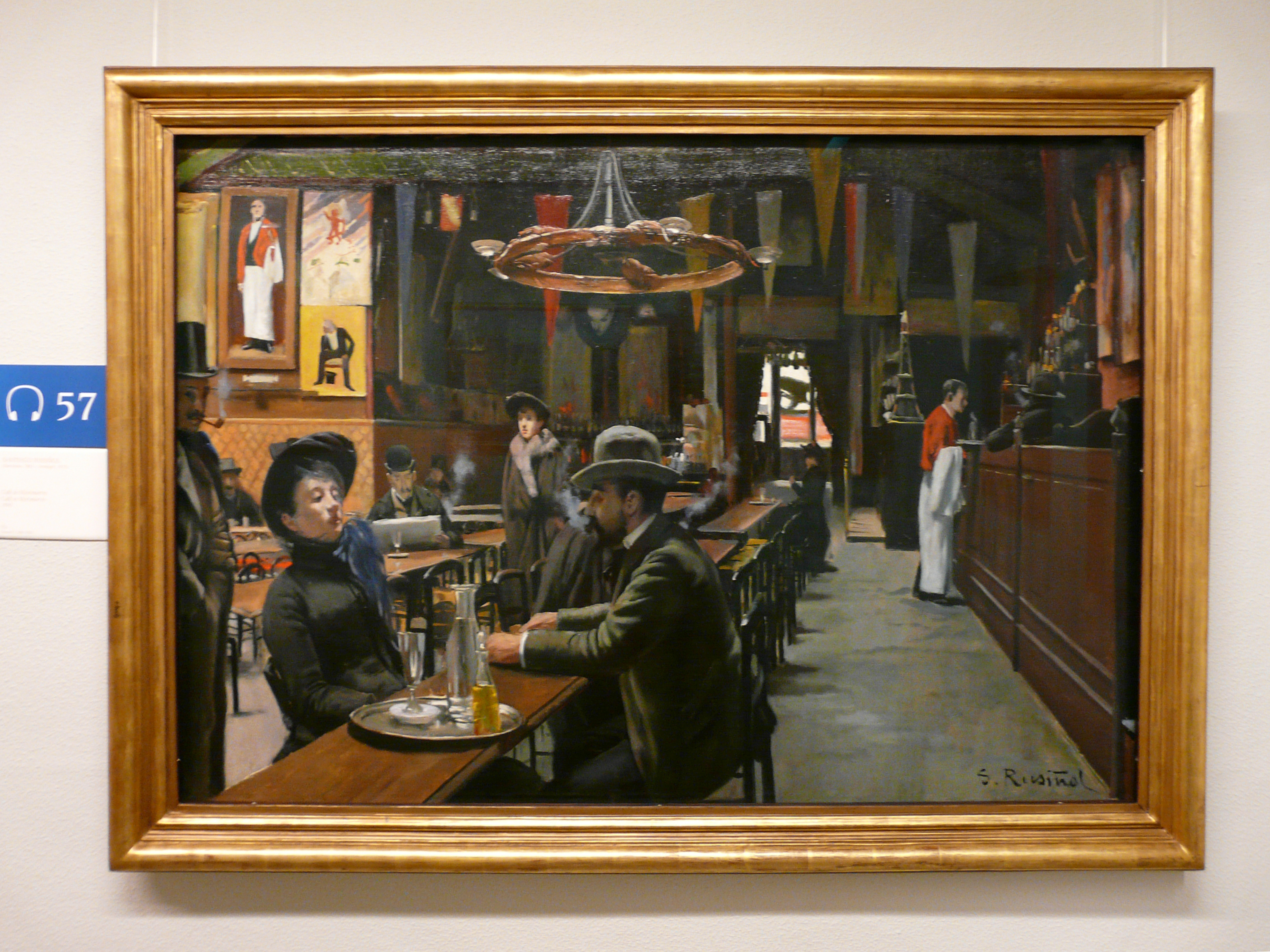
Кафе на Монмартре. Сантьяго Русиньоль
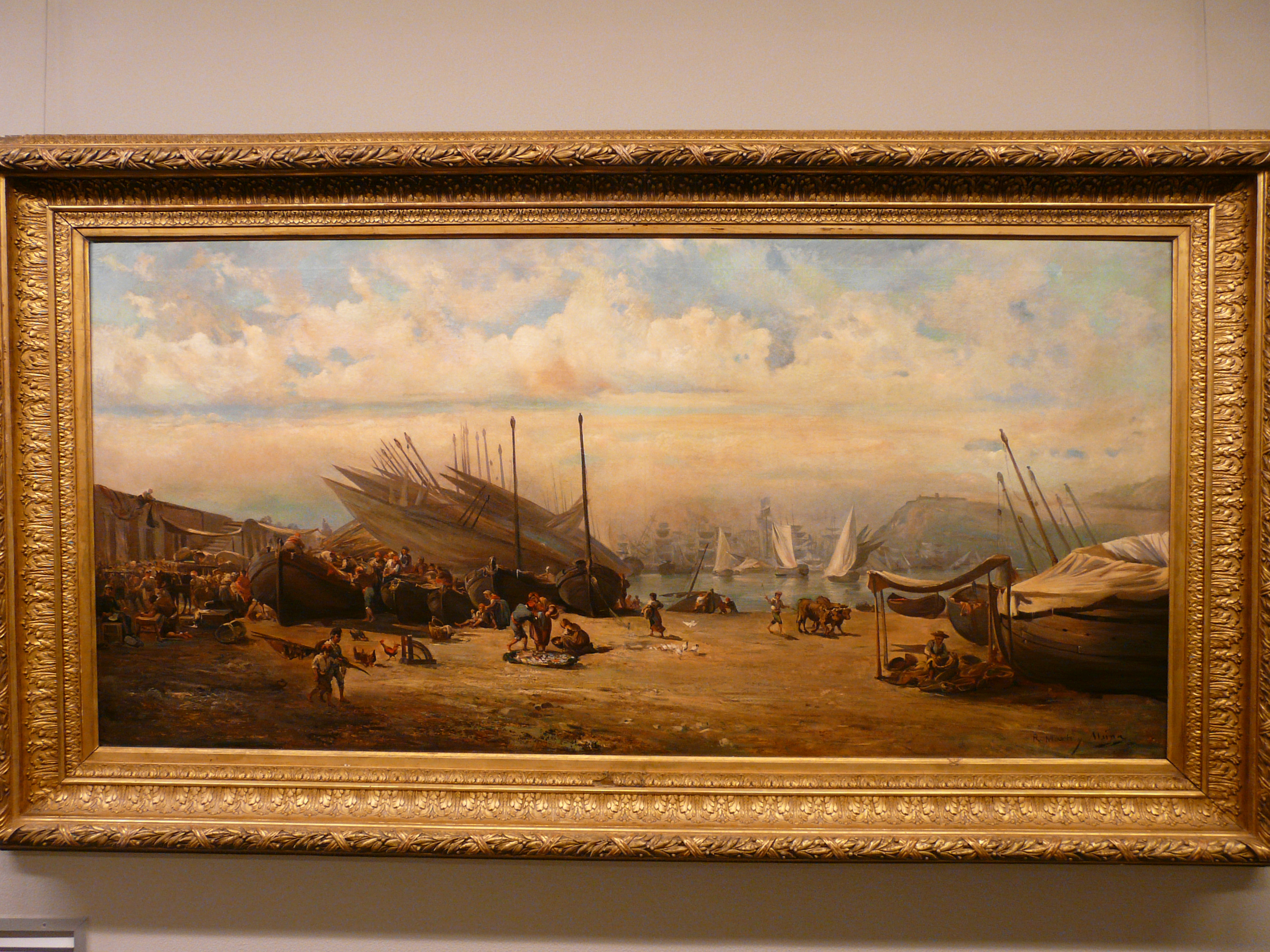
Барселона. Рамон Марти-и-Альсина
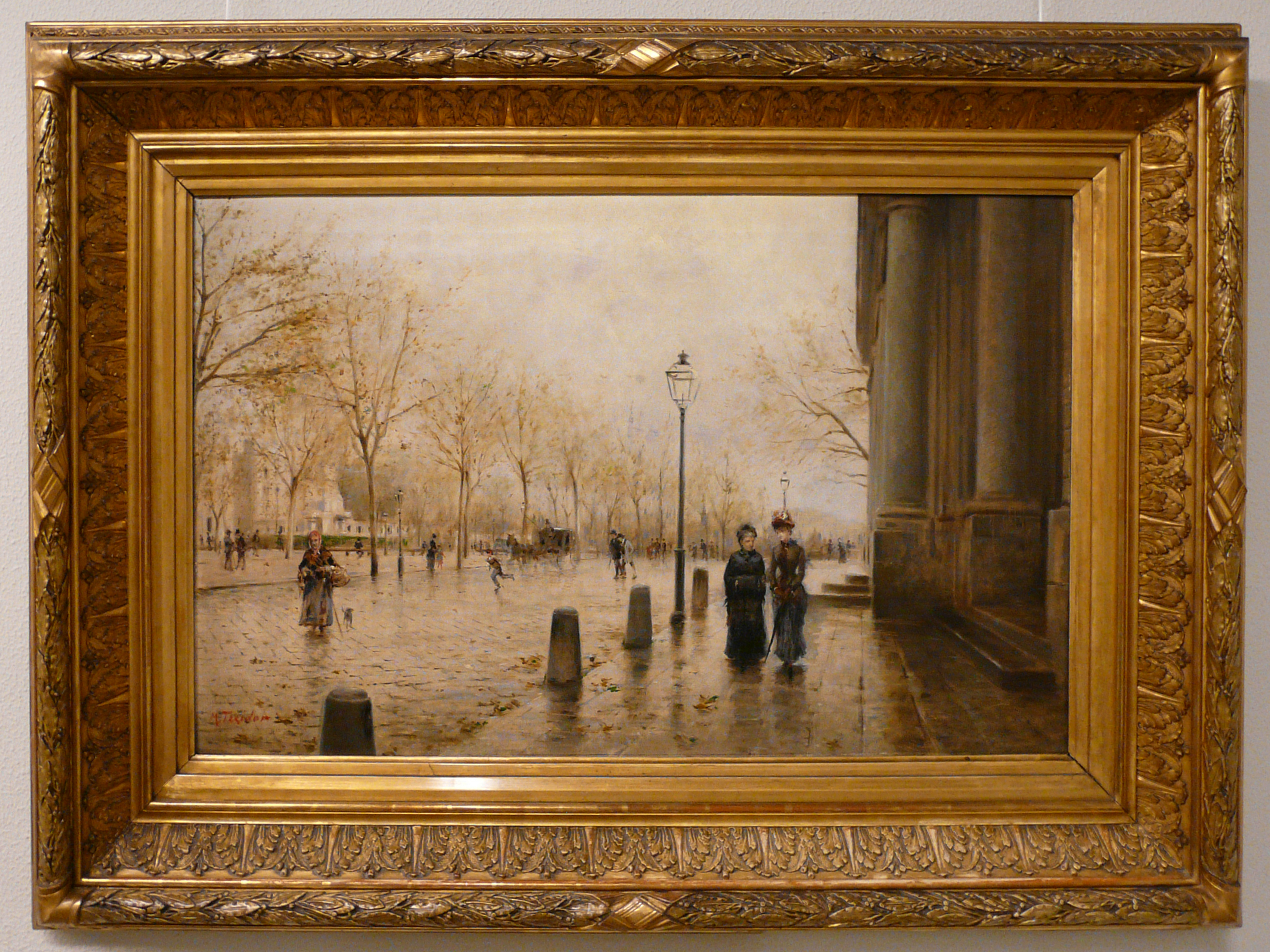
Площадь де Палау. Модест Тейксидор Торрес
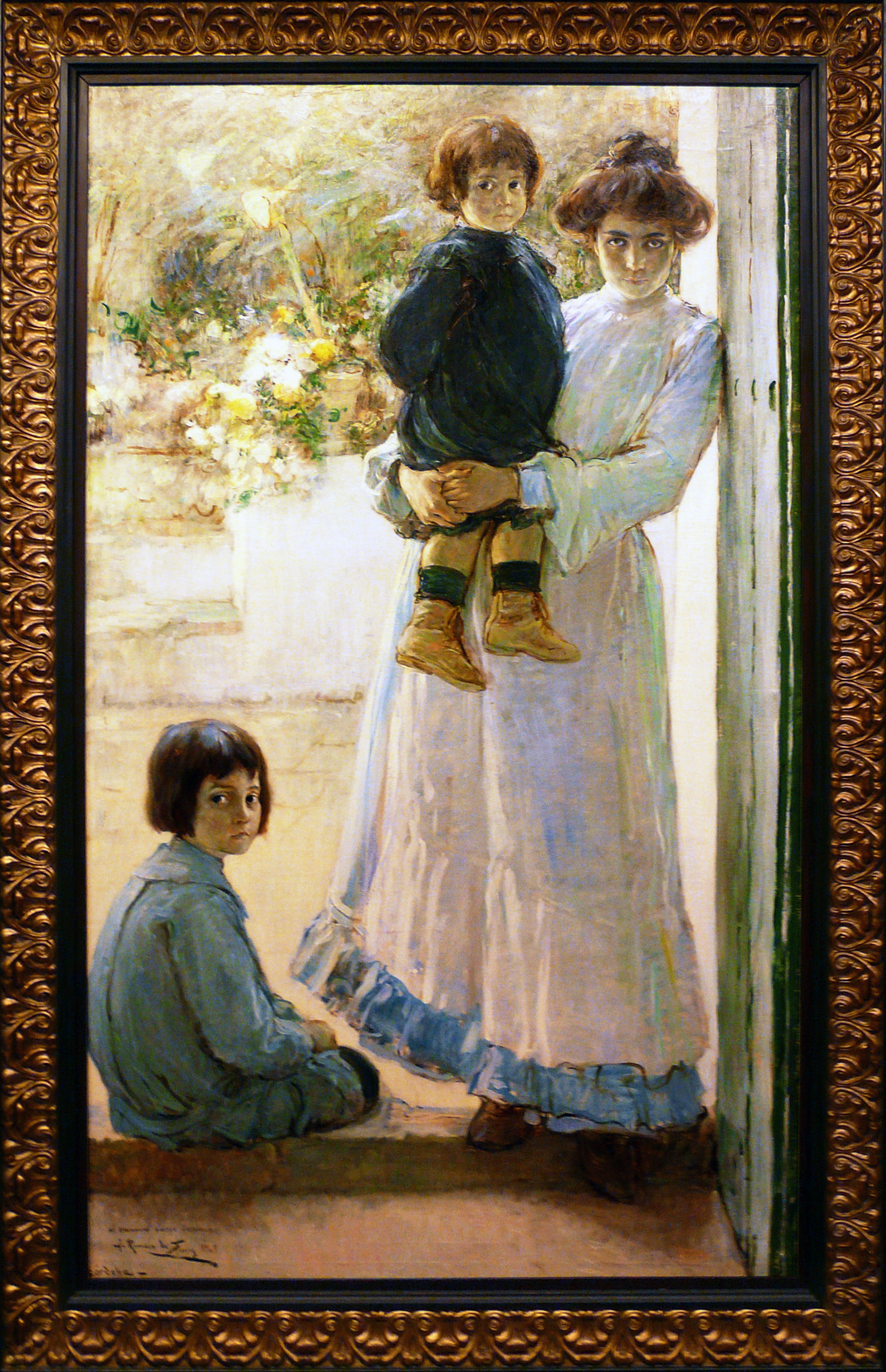
Ожидание. Хулио Ромеро де Торрес

Благодаря пожертвованию, сделанному архитектором Ксавье Бускетс в 1990 году, музей располагает коллекцией картин мастеров французского импрессионизма: работами Клода Моне, Альфреда Сислея, Камиля Писсарро, Эдгаре Дега и Огюста Ренуара. Живопись дополняется авангардным арт-шоу, где выделяются Академия неокубизма Сальвадор Дали, абстракция Сержа Полякова, работы Хоакина Торрес Гарсиа, Жоржа Руо и Жана Метценже, а также искусство Каталонии семидесятых годов, созданное, среди других, мастерами Антони Тапиеса, Рафольса Касамада и Жузепа Мария Субиракс. Некоторые из этих работ были подарены музею самими художниками. В 2010 живописец ирландского происхождения Шон Скалли пожертвовал музею свою картину Гора Ойсин.

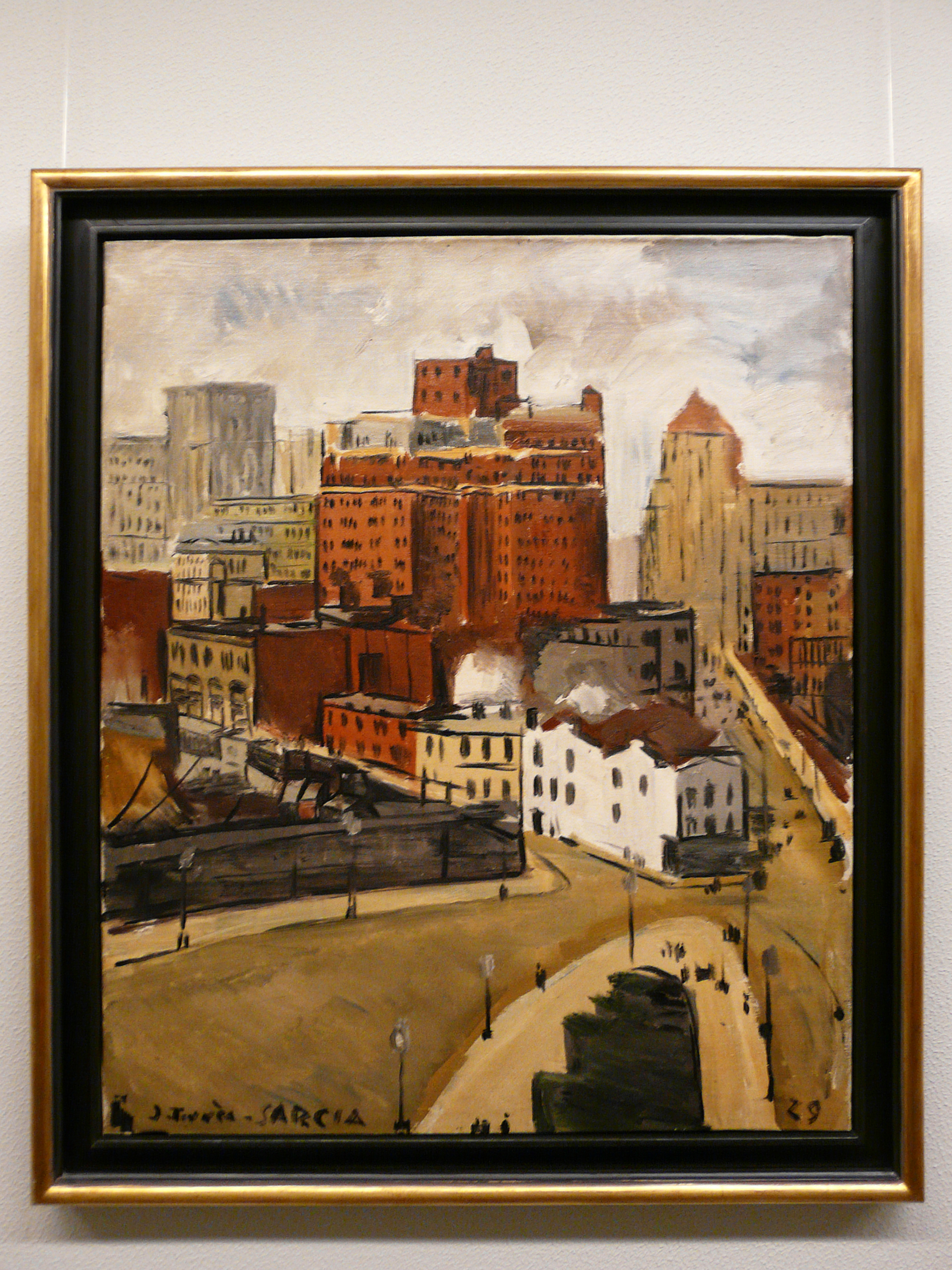
Нью-Йорк. Хоакин Торрес Гарсия
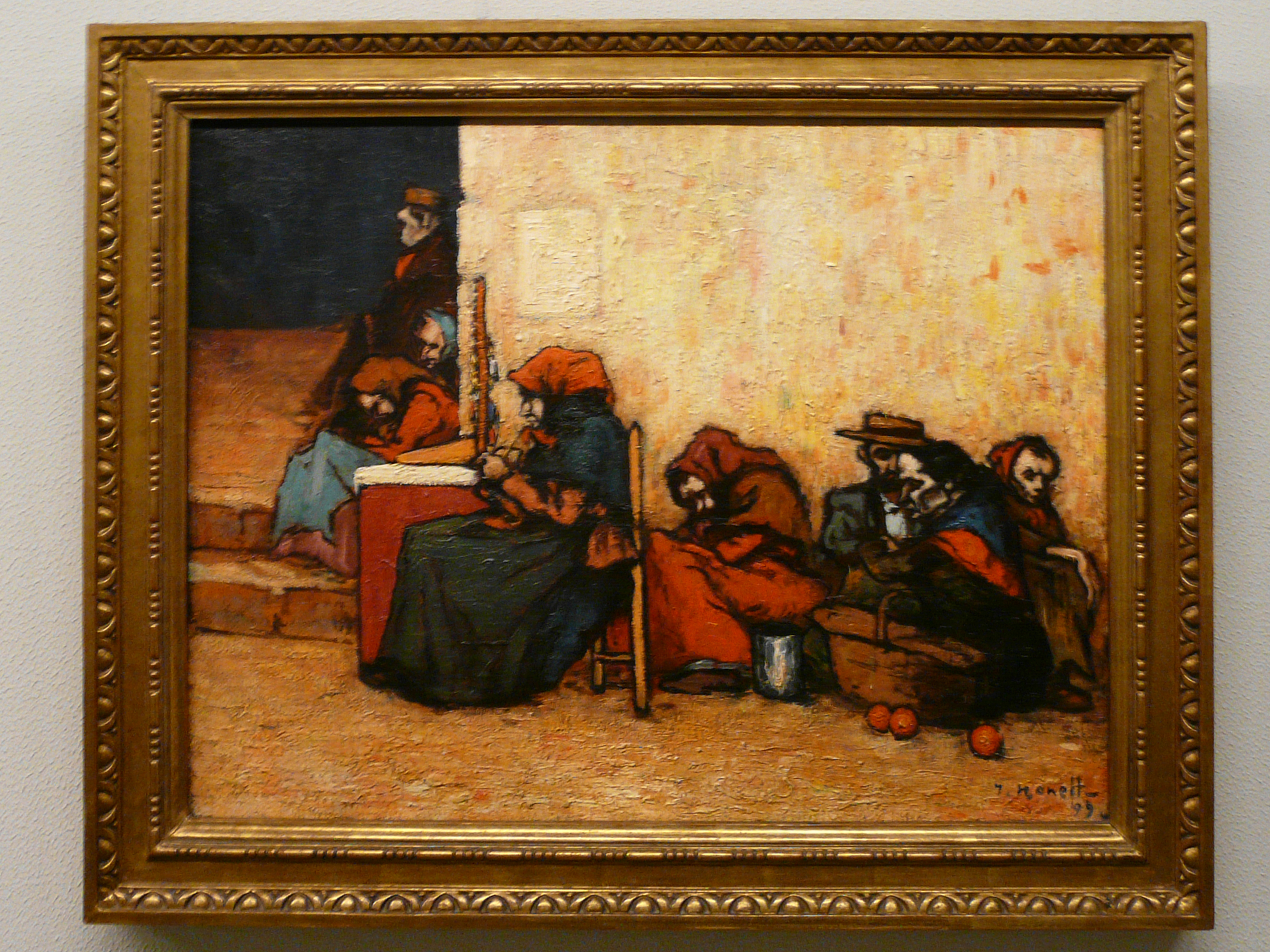
Бедняки в ожидании супа. Исидро Нонель
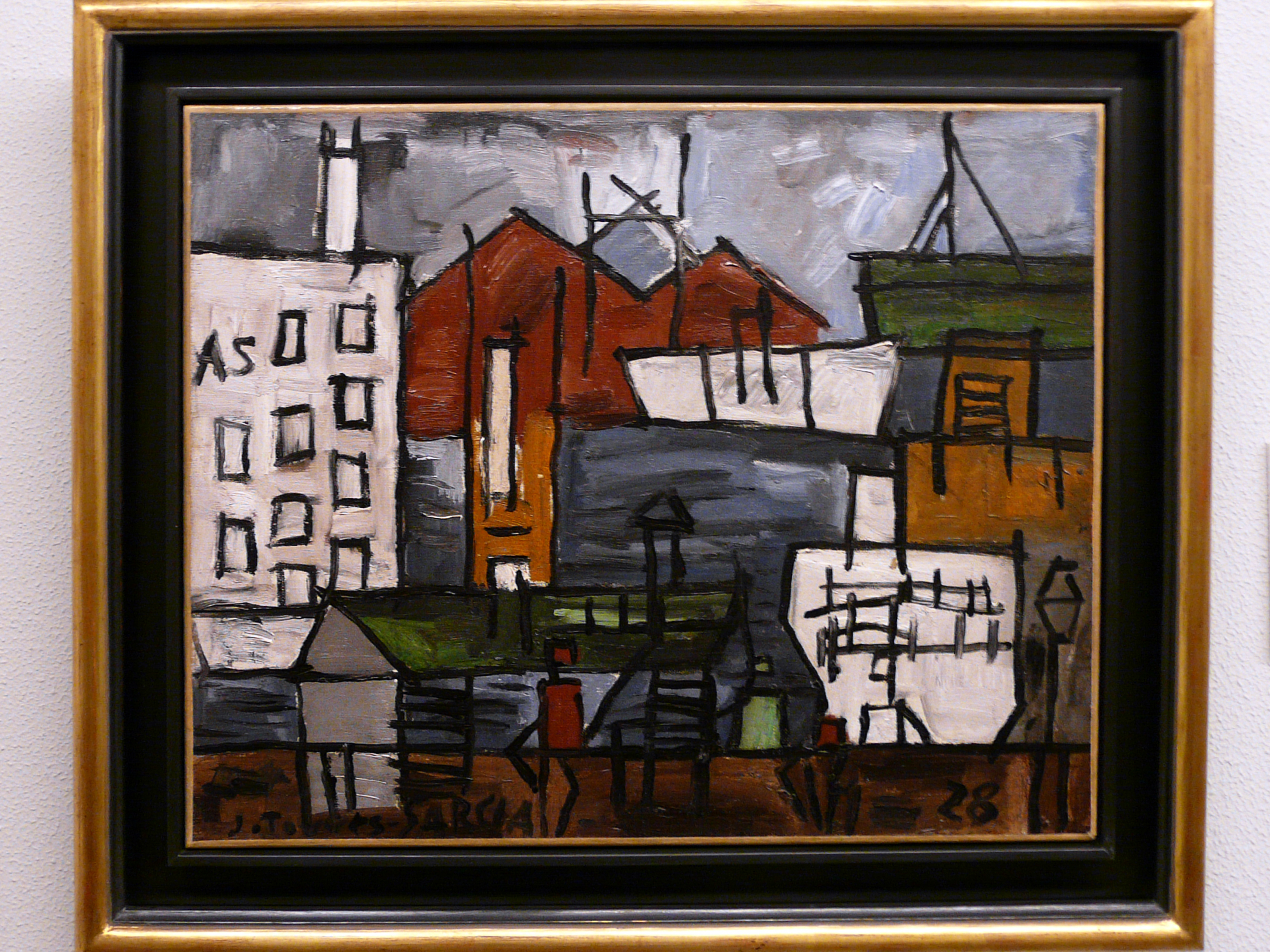
Порт. Хоакин Торрес Гарсия
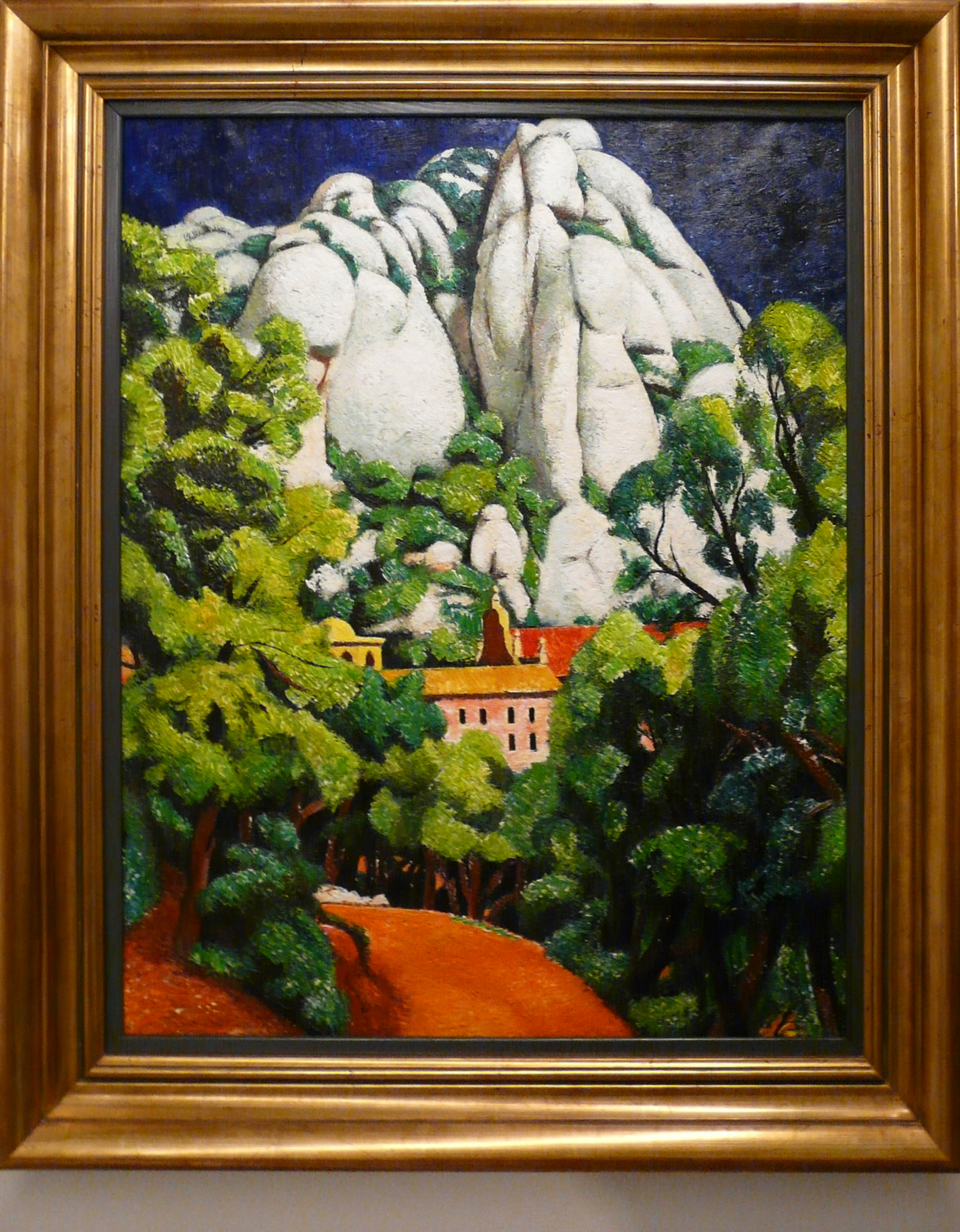
Монтсеррат. Микель Бассолс
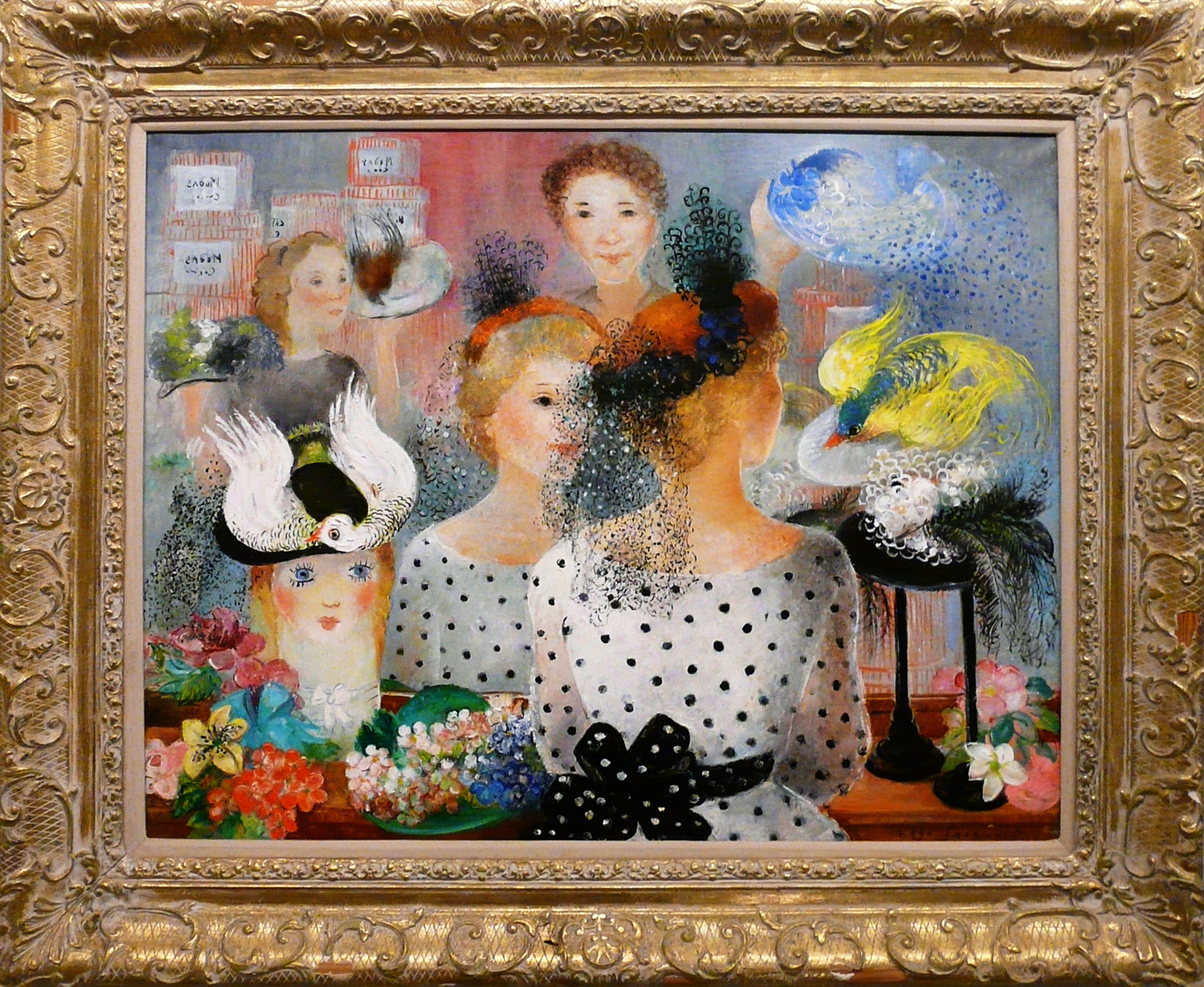
Шляпный магазин. Ольга Сахарова
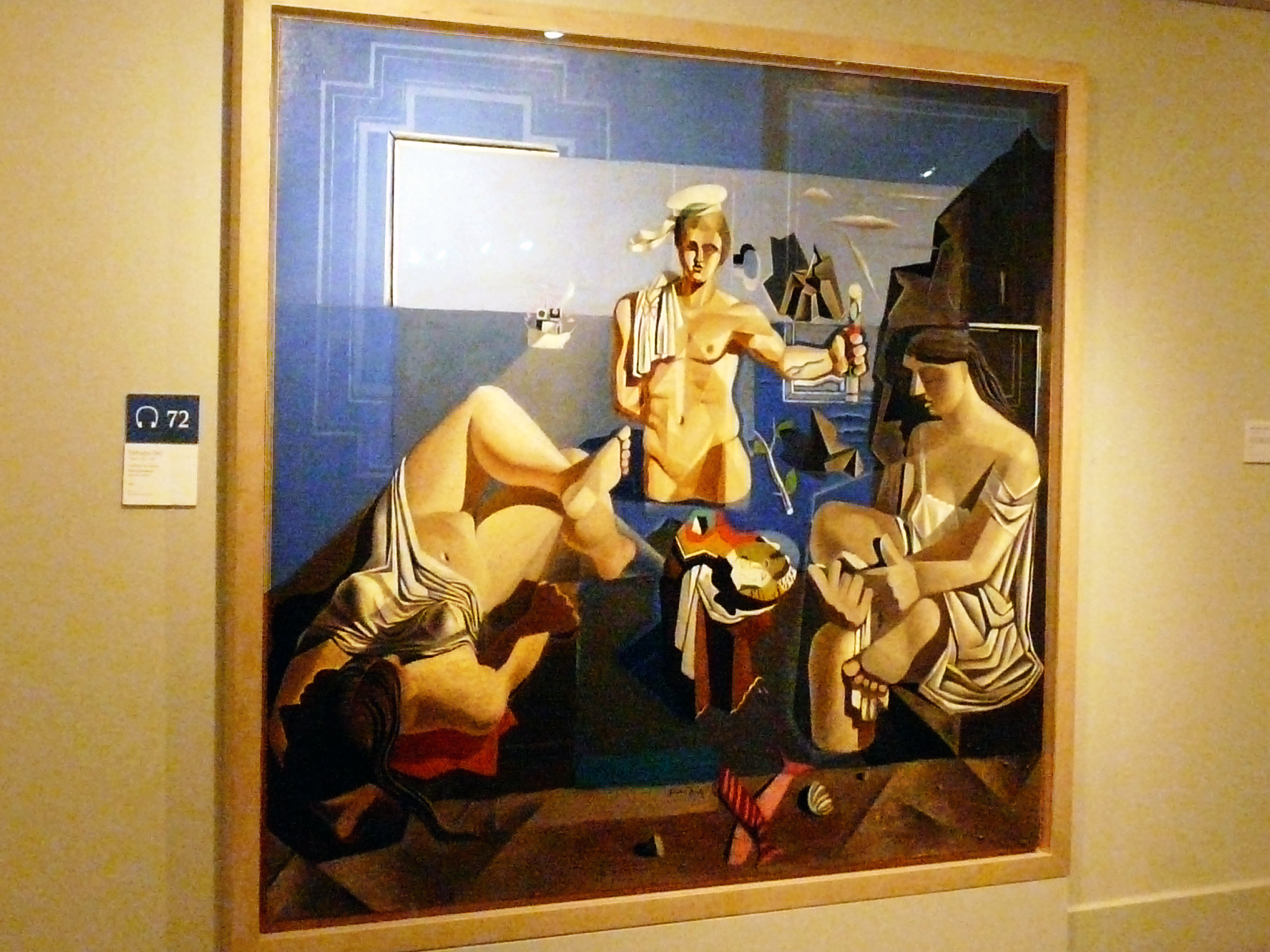
Сердитые молодые люди. Сальвадор Дали

## Коллекция православных икон

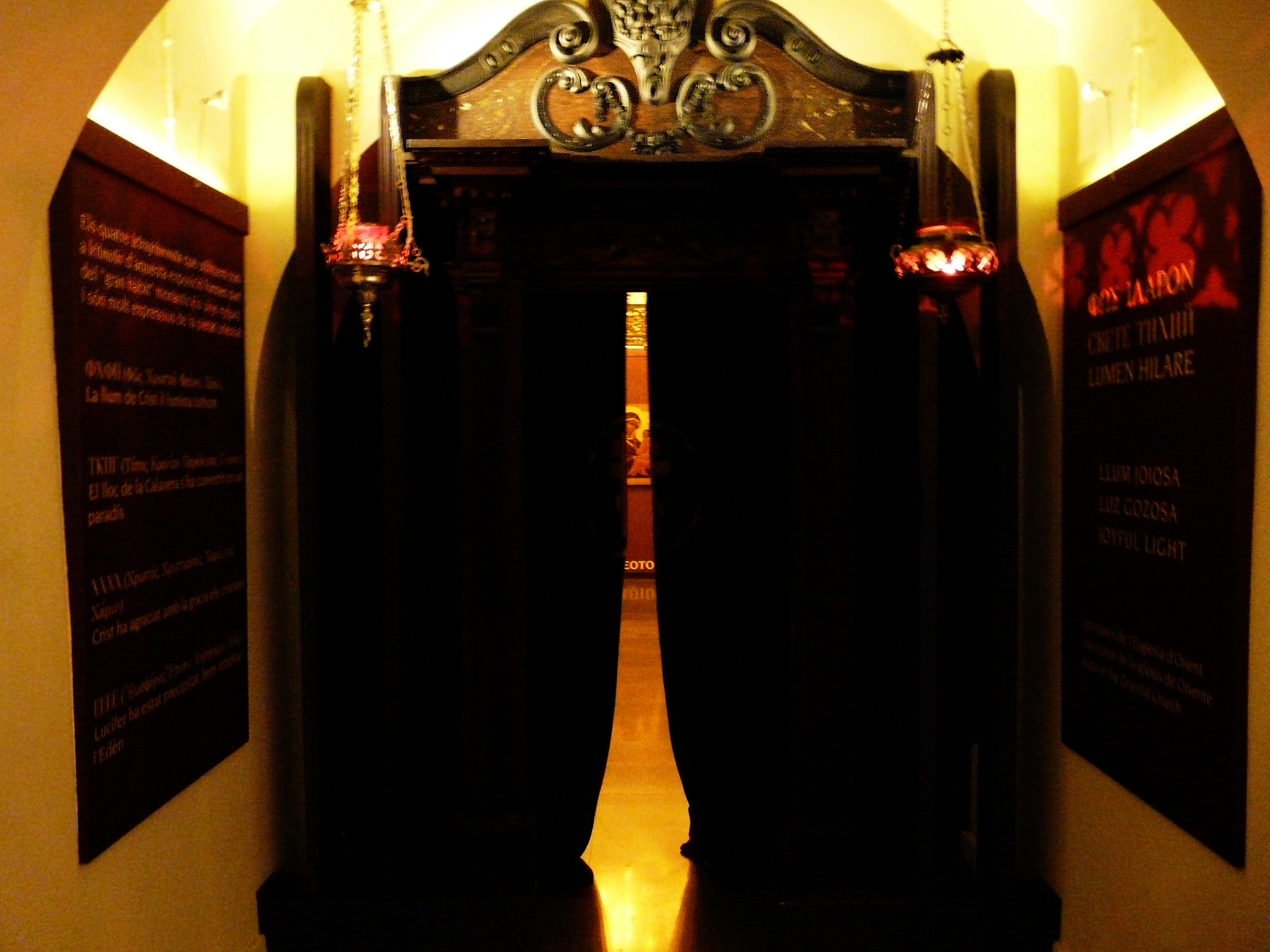
«Свете тихий»

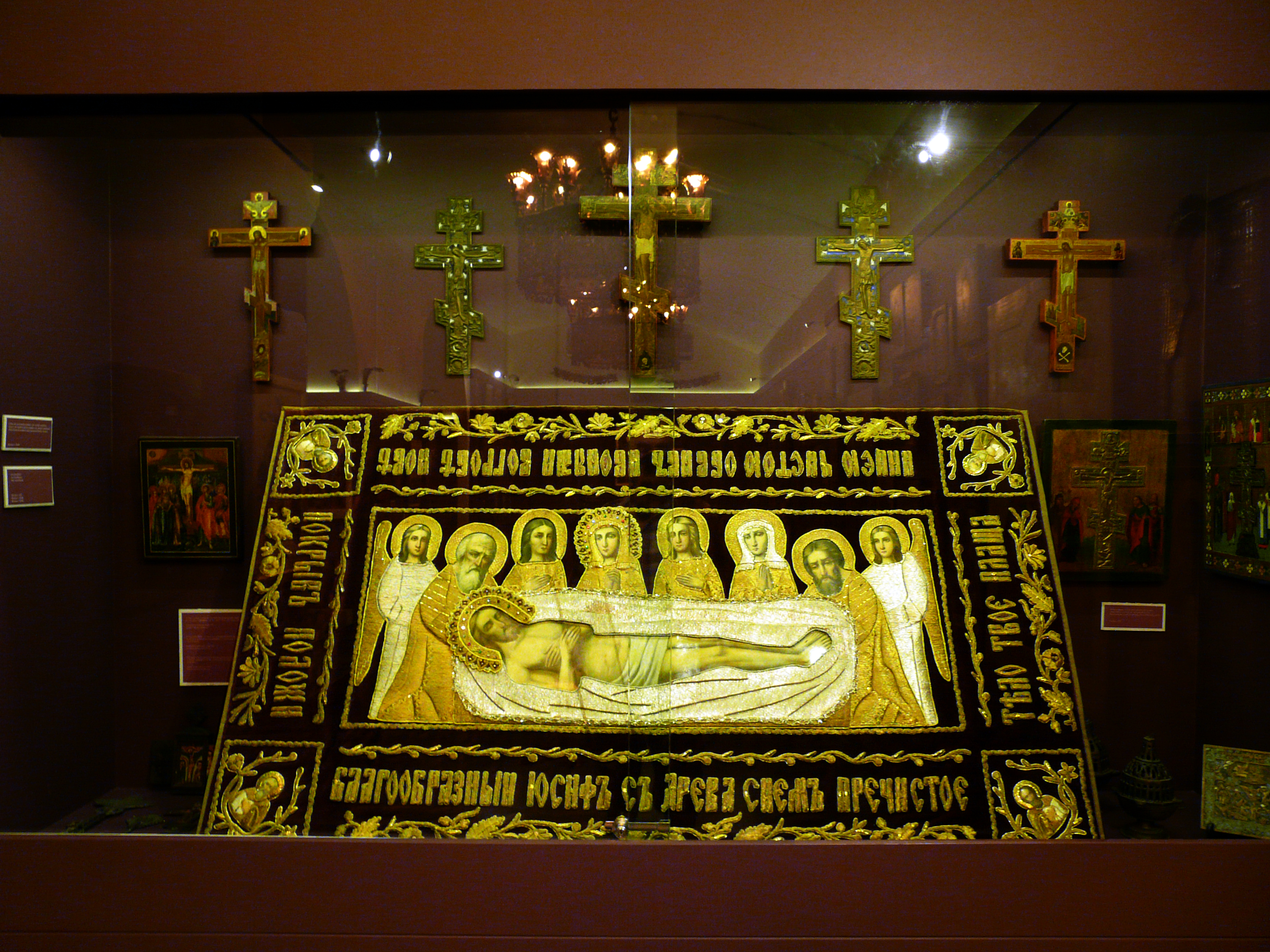
Церковная утварь

В 2006 году в Музее была открыта новая экспозиция искусства восточно-христианского искусства, в которой воссоздана атмосфера православной церкви, чтобы представить коллекцию из 160 византийских и древнерусских икон. Выставка названа по названию православного песнопения «Свете тихий» (греч. «Phos Hilaron»), известного миллионам людей на их родных языках. Свете тихий — это два греческих слова: phos — свет и Hilaron — радоваться. Название экспозиции отражает философию выставки, в которой исходящий от икон золотой свет играет определяющую роль. Лампы из кованного железа и золочёной бронзы в стиле модерн по проекту архитектора Энрика Санье (1904) освещают лица Иисуса Христа и Девы Марии, таинства святых и календарные праздники. Самый древний экспонат — русская икона «Спас Вседержитель» 1520 года. Большинство икон датируются XVIII и XIX веками.
Экспозиции придан не хронологический или географический, а тематический характер. Эта тематика разделена на три секции: первая посвящена Пантократору и демонстрирует величие Христа как Небесного Царя и Судии; вторая знакомит с византийской литургией; третья — с иконографией святых.
Коллекция частная, принадлежит бизнесмену и коллекционеру Хуану Хосе Бругеру, временно передана музею и периодически обновляется.

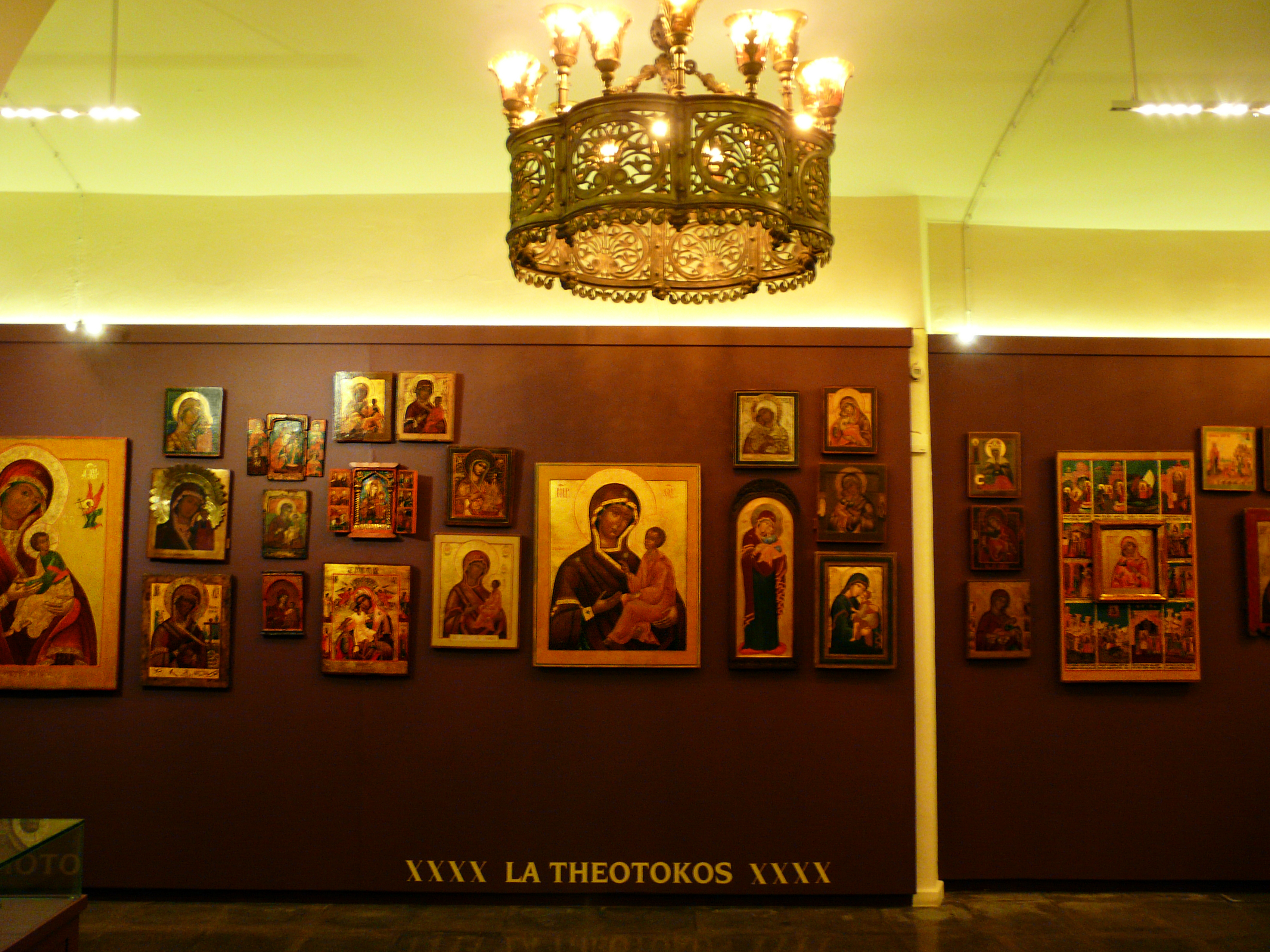
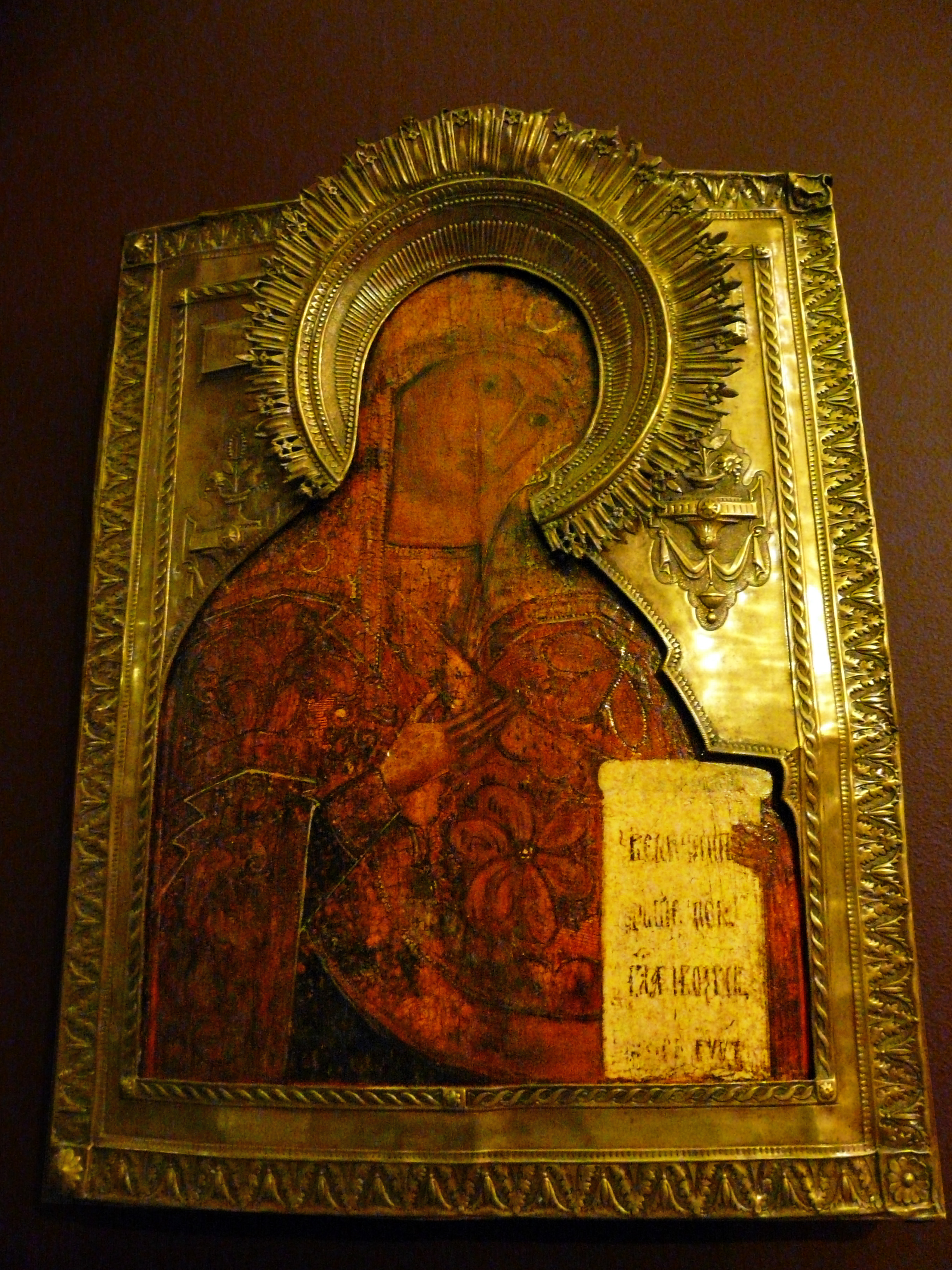
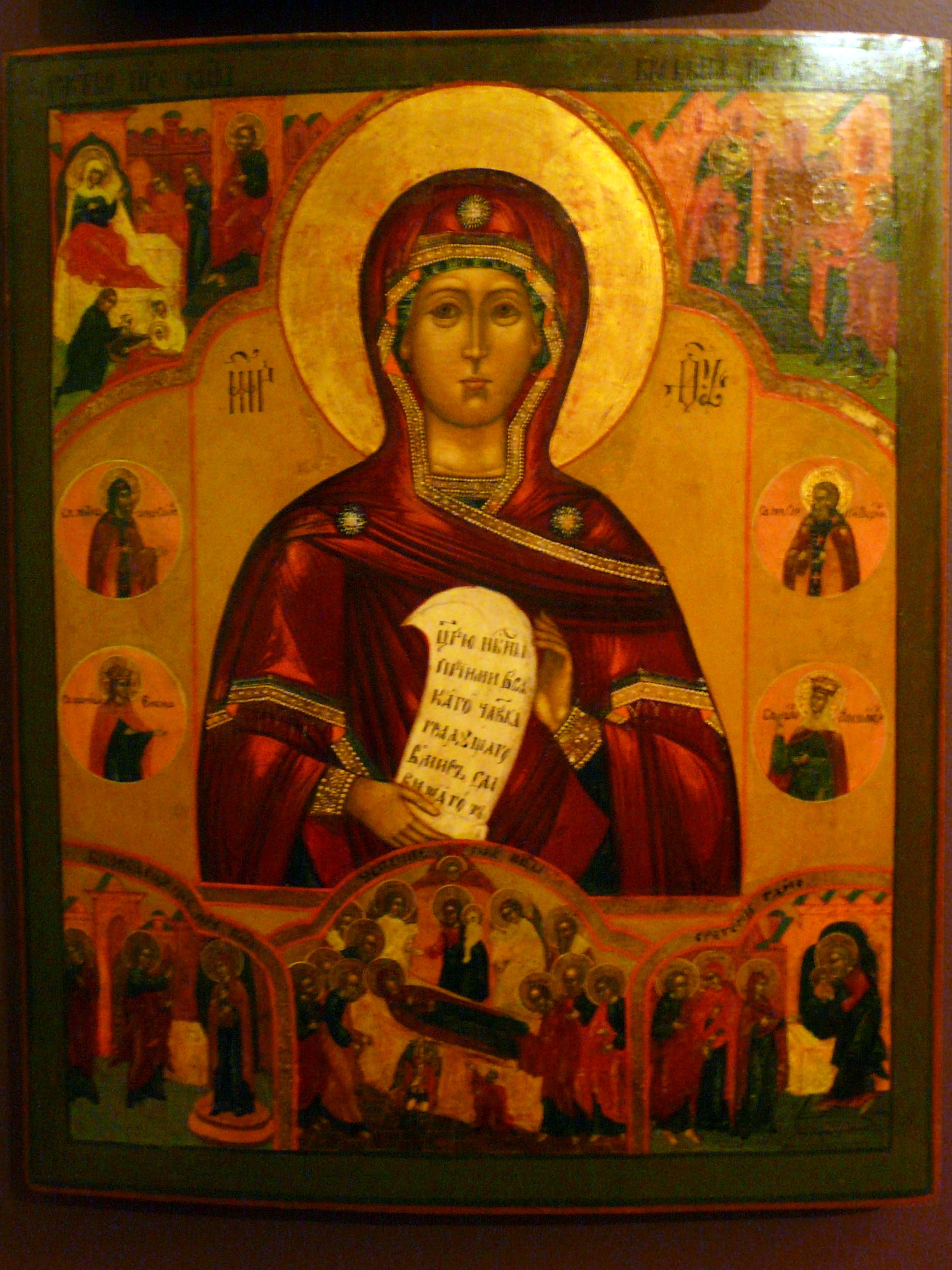
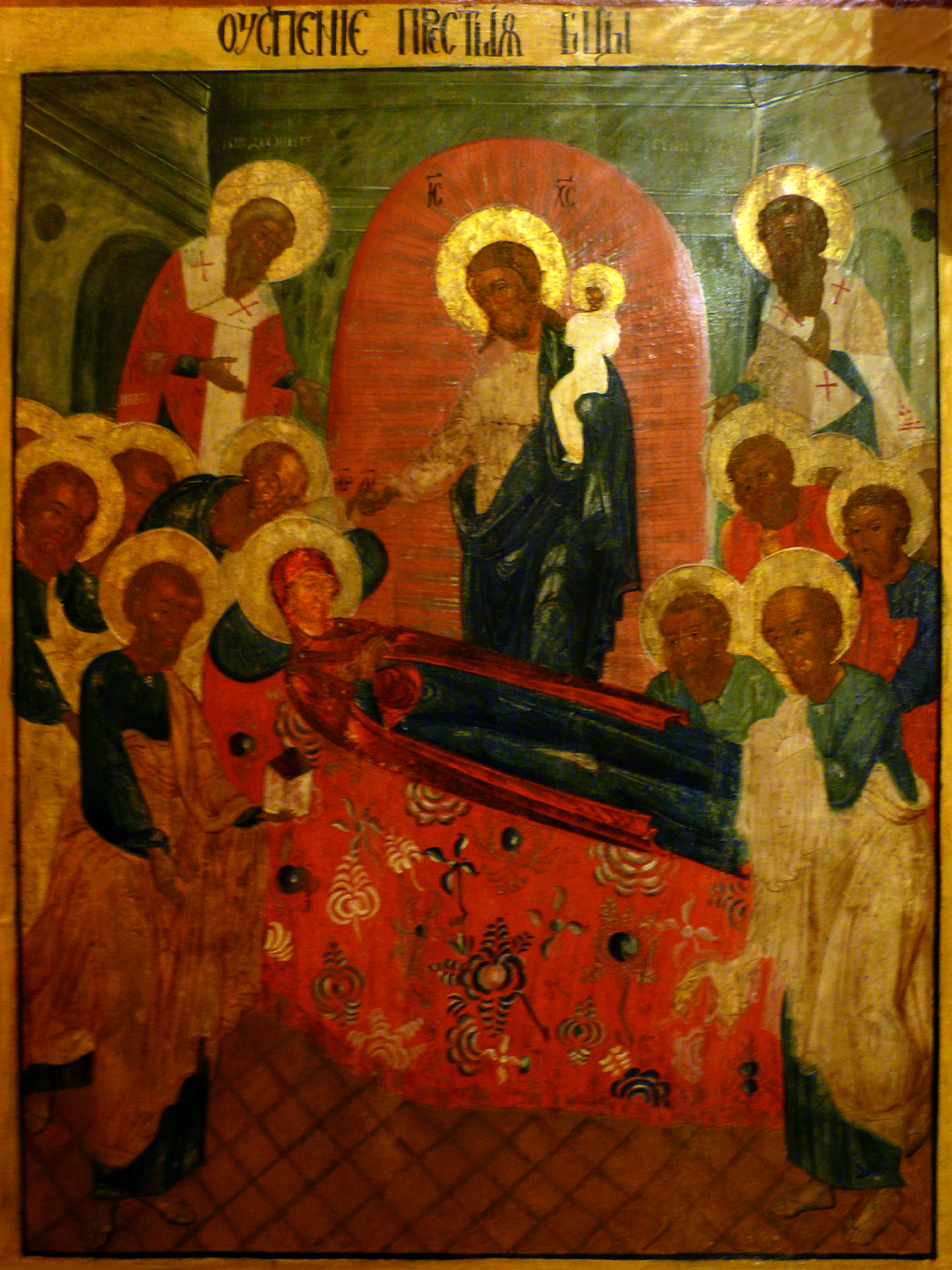
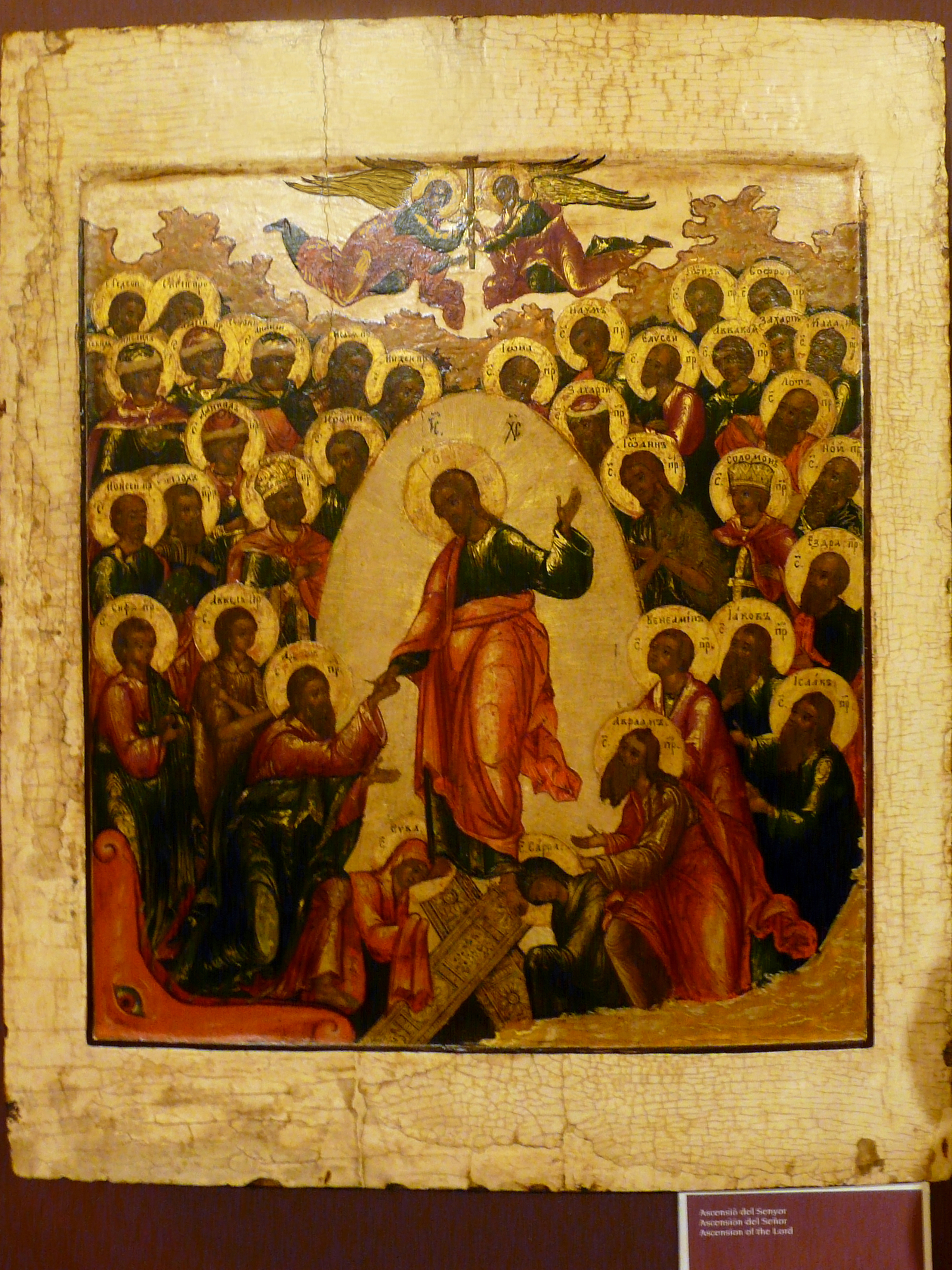
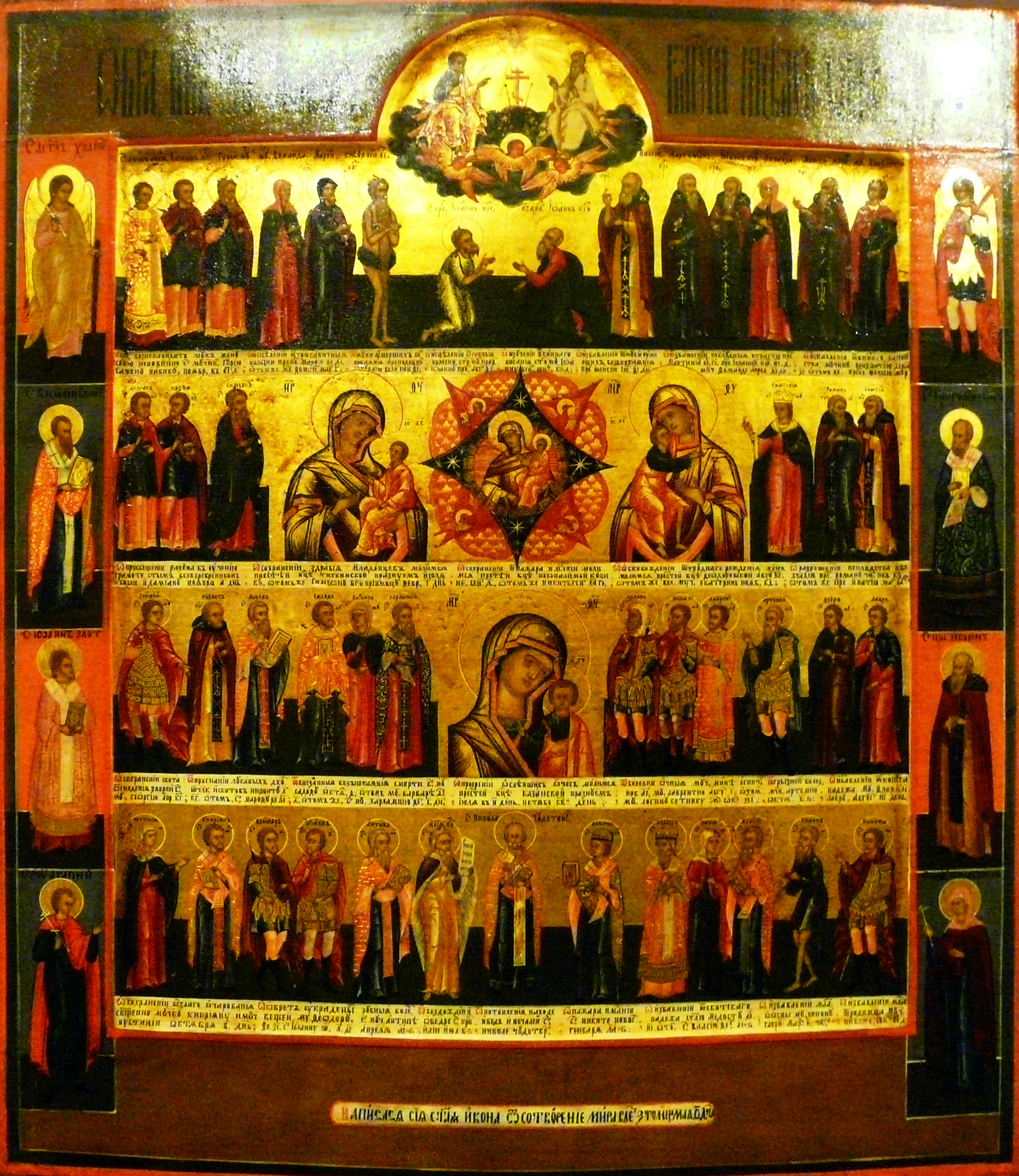
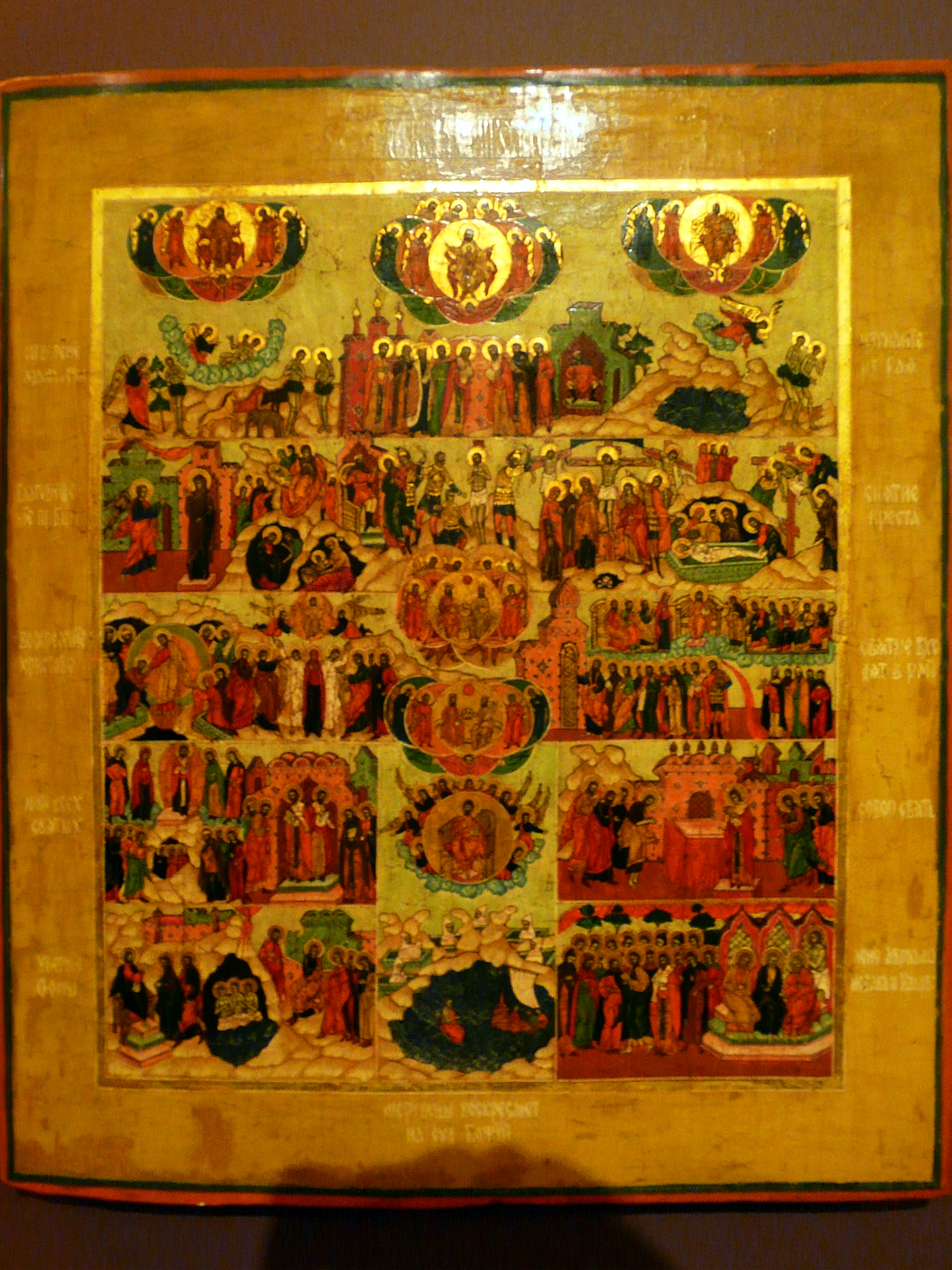
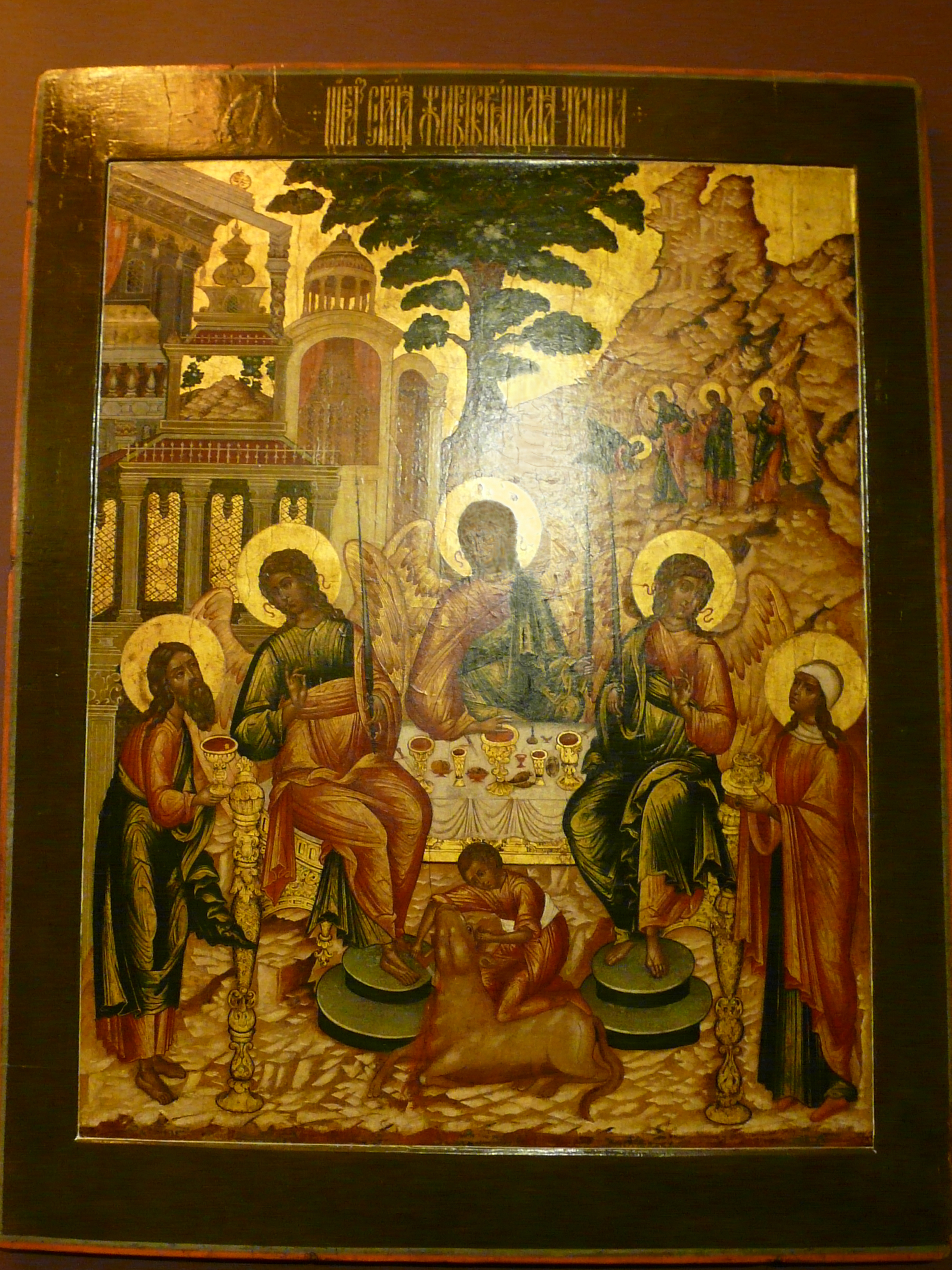
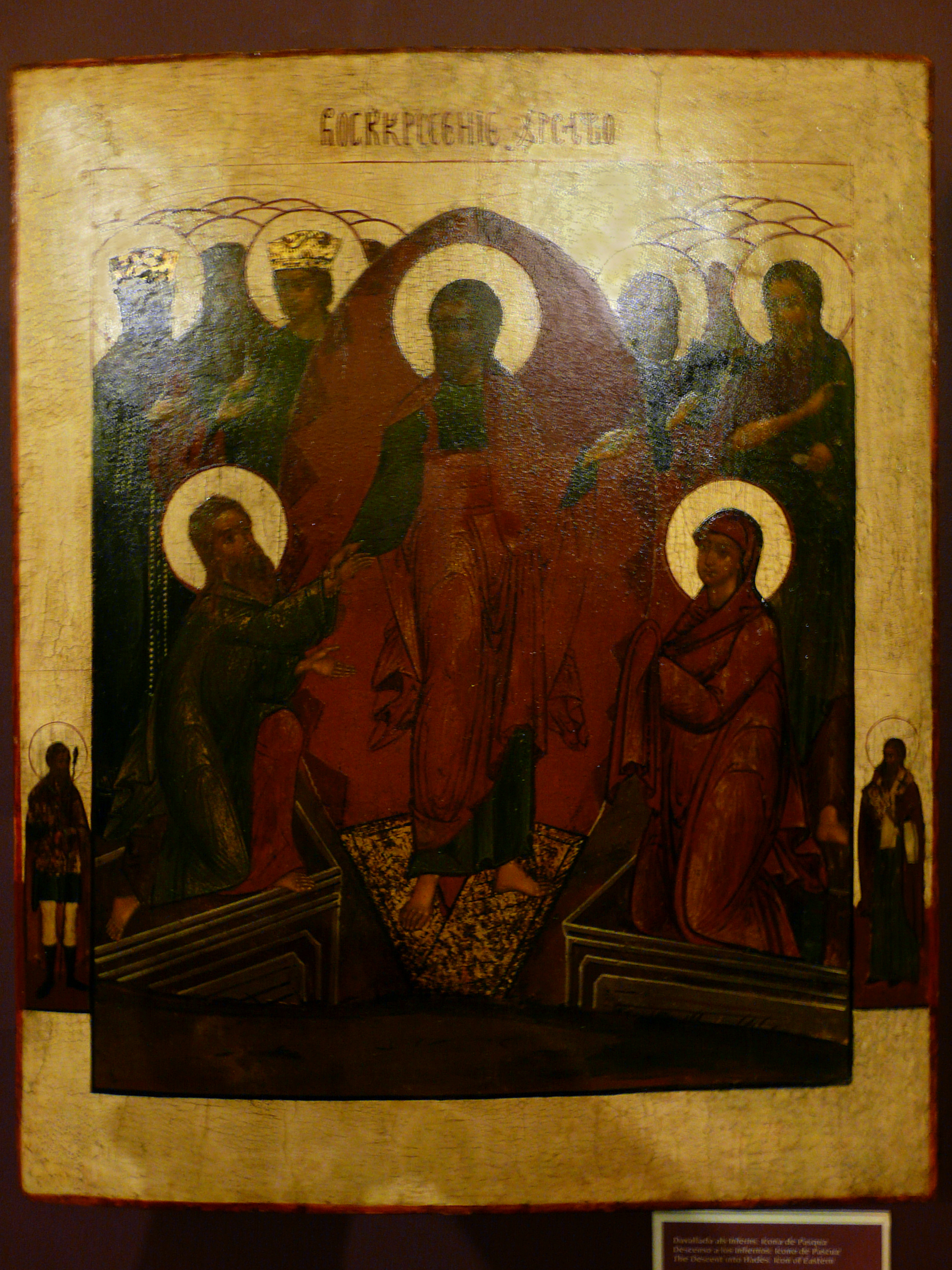
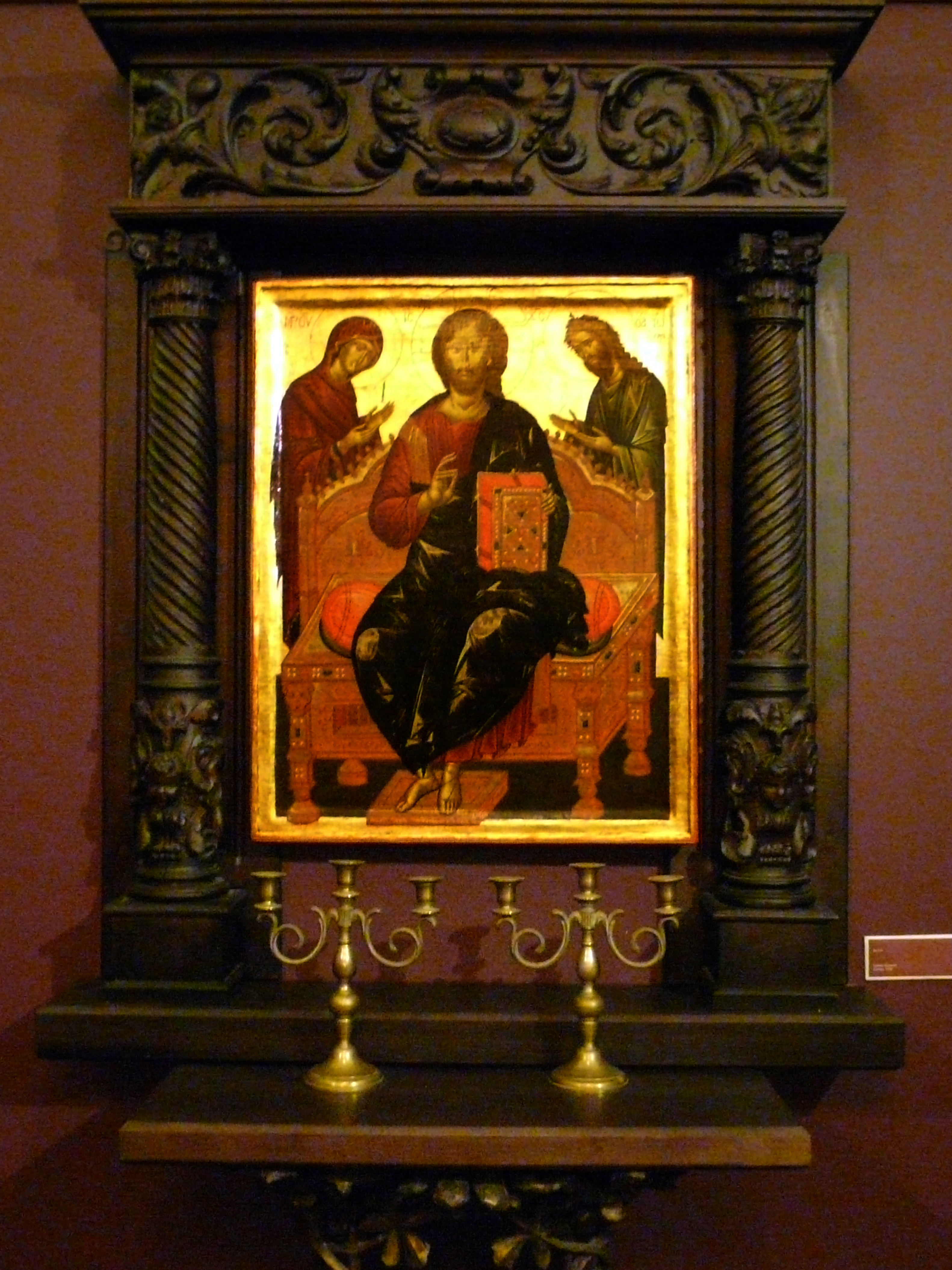